# Paul Cézanne
Paul Cézanne (19. ledna 1839 Aix-en-Provence – 22. října 1906 Aix-en-Provence) byl francouzský malíř, často nazývaný „otec moderního umění“. Snažil se dosáhnout syntézy realistického zobrazení, osobního výrazu a abstraktního obrazového řádu. Z umělců své generace měl Cézanne zřejmě největší vliv na umění 20. století. Henri Matisse obdivoval jeho nakládání s barvou, Pablo Picasso rozvinul jeho plošné kompoziční struktury do kubismu. Po většinu Cézannova života však byla jeho tvorba buď ignorována nebo znevažována a umělec tvořil v izolaci. Nedůvěřoval kritikům umění, měl málo přátel a až do roku 1895 vystavoval jen sporadicky. Odcizil se dokonce i své rodině, která ho považovala za podivína a revoluční povahu jeho umění nechápala.

## Život
Narodil se v zámožné rodině jako nejstarší ze tří dětí. Jeho otec Louis August byl původně obchodník s plyšovými klobouky a posléze úspěšný bankéř. Matka Anne Elisabeth se za svobodna jmenovala Aubertová a byla dcerou soustružníka pracujícího se dřevem z Marseille. Od roku 1852 navštěvoval v rodném Aix-en-Provence Collège Bourbon. Zde se spřátelil s Émile Zolou a pozdějším inženýrem Jeanem Baptistem Baillem. Nazývali se Nerozluční a jejich přátelství přetrvalo do dospělosti. Cézannův otec chtěl, aby Paul získal kvalitní vzdělání a šel v jeho stopách jako bankéř. Proto Paul po ukončení gymnázia od roku 1859 studoval dva roky práva na univerzitě v Aix. V téže době zakoupil jeho otec poblíž Aix venkovskou usedlost Jas de Bouffan. Cézanne ji vyzdobil nástěnnými malbami a mnohokrát ji zachytil na svých obrazech. Paul se ovšem toužil stát malířem, což mu jeho otec povolil až v roce 1861.

V dubnu toho roku odjel Paul do Paříže, kde začal v soukromé Académie Suisse studovat malířství. Académie Suisse ovšem nebyla školou v pravém smyslu slova, nýbrž ateliérem, kde mohli malíři za poplatek malovat živé modely. Cézanne zde poznal mj. Moneta, Renoira, Guillaumina a zejména Pissarra, k němuž měl ze všech malířů lidsky i umělecky nejblíže.

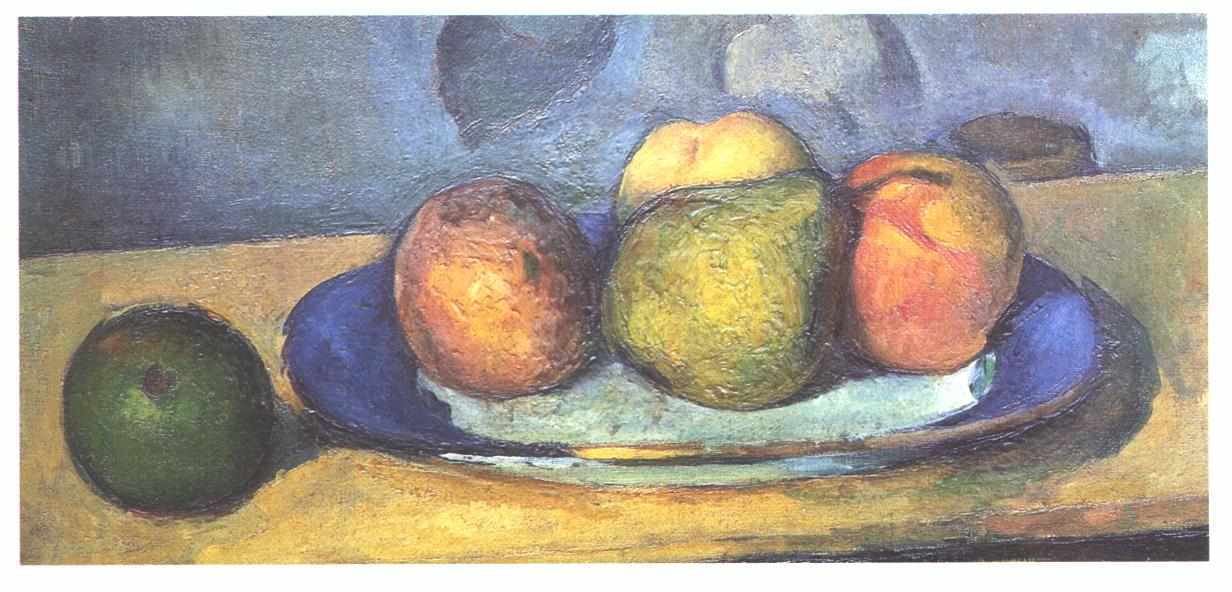
Ovoce, 1879–1882, Národní galerie v Praze

 Venkovsky založený Cézanne se však ve velkoměstském ruchu Paříže necítil dobře a poté, co v září 1861 nebyl přijat na École des Beaux-Arts (Školu krásných umění), se vrátil domů. Nastoupil do otcovy banky, v Jas de Bouffan si zřídil ateliér a navštěvoval kurzy kreslení v místní École spéciale de Dessin, kam chodil už před svým prvním pařížským pobytem. Koncem roku 1862 však kariéru bankéře opustil natrvalo a opět odjel do Paříže. Otec, který se s jeho rozhodnutím smiřoval jen těžko, mu vyplácel rentu 125 franků měsíčně, která sotva stačila na živobytí. Během prvních dvou let v Paříži znovu maloval v Académie Suisse, kde navazoval kontakty s dalšími malíři, mj. s Alfredem Sisleyem a krajanem Achillem Emperairem, kterého koncem 60. let také portrétoval. V roce 1863 se spolu s většinou svých kolegů z Académie Suisse zúčastnil Salonu odmítnutých. To byla výstava prací malířů, jejichž díla nebyla toho roku konzervativní porotou přijata na oficiální Salón. Cézanne se mnohokrát, až do roku 1885, pokoušel své obrazy na Salón prosadit, pokaždé však marně. Onoho roku se proto rozhodl, že ho již nikdy neobešle. Podobně neúspěšně dopadly i snahy o přijetí na École des Beaux-Arts, kam nebyl přijat ani v roce 1863.

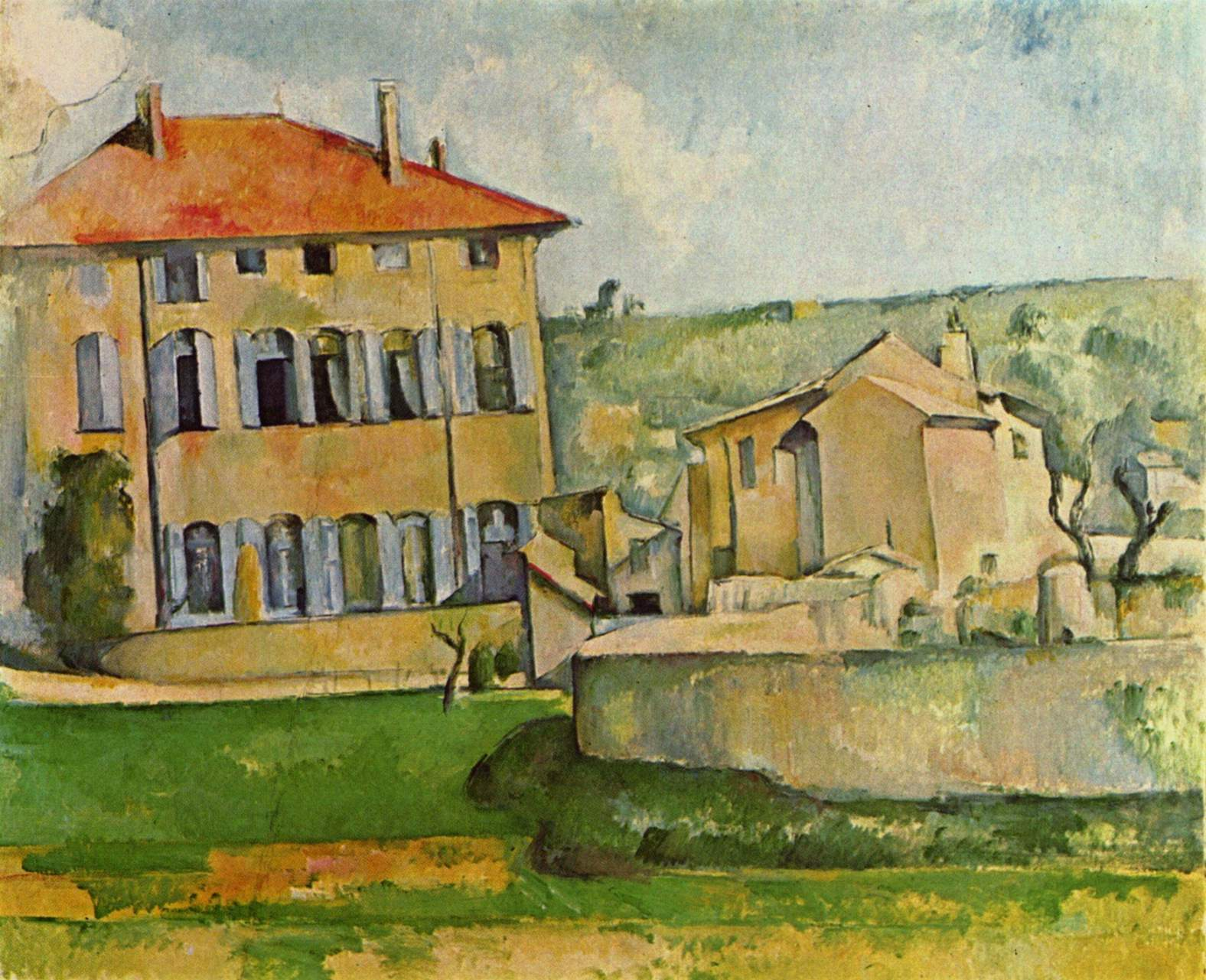
Dům v Aix-en-Provence, 1885–1887, Národní galerie v Praze

Cézanne dělil svůj čas mezi pobyty v Paříži a rodném Aix. V Paříži navštěvoval pravidelně Louvre, kde kopíroval obrazy mistrů, zejména Delacroixe. Maloval i v Aix. Z letního pobytu v roce 1866 pochází jeho Portrét otce čtoucího noviny.
Roku 1869 poznal o jedenáct let mladší knihařku Hortense Fiquetovou, která mu v lednu 1872 porodila syna Paula († 1947). Submisivní Cézannův vztah vůči otci se projevoval v tom, že až do roku 1878 před ním dokázal zatajovat existenci jak své přítelkyně, tak syna. Když se otec o existenci Paulovy rodiny dozvěděl, snížil mu měsíční apanáž. V nouzi mu tehdy pomohl Zola. Teprve v roce 1886, několik měsíců před otcovou smrtí, se Cézanne s Hortense oženil. Hlavním důvodem byl úmysl syna Paula legitimizovat. Manželé už spolu ale v té době nežili.
V roce 1870 ho v Aix zastihla zpráva o vypuknutí prusko-francouzské války. S Hortense odešli do malé rybářské vesničky L'Estaque u Marseille, aby se Paul vyhnul odvodu. Vesnice se stala tehdy i později námětem mnoha Cézannových obrazů. Když válka skončila, vrátil se do Paříže. Po Paulově narození, ještě v roce 1872, se rodina přestěhovala do Auvers-sur-Oise , kde se Cézanne spřátelil s lékařem a mecenášem impresionistických malířů Paulem Gachetem, který vešel do uměnovědné literatury jako lékař Van Gogha. V Gachetově domě Cézannova rodina bydlela, malíř dům několikrát namaloval. Hlavním motivem pobytu v tomto městě severozápadně od Paříže byl Cézannův přítel Camille Pissarro, který bydlel v nedalekém Pontoise. Do roku 1874 se malíři takřka každodenně stýkali a malovali spolu. V té době měl Cézanne nejblíže k impresionismu. Dokladem je také jeho účast na 1. výstavě impresionistů, která se konala v pařížském ateliéru fotografa Nadara. Cézanne zde vystavil čtyři obrazy: Dům oběšence v Auvers, Krajinu, Auvers a Moderní Olympii. Během svého pobytu v Auvers Cézanne zajížděl do Paříže, kde v obchodě Juliena Tanguye nakupoval malířské potřeby. Tanguy je často tehdy nemajetným malířům měnil za jejich obrazy a postupně si ve svém krámu vybudoval velkou sbírku impresionistů. A právě zde došlo v roce 1873 k jedinému setkání Cézanna a van Gogha.

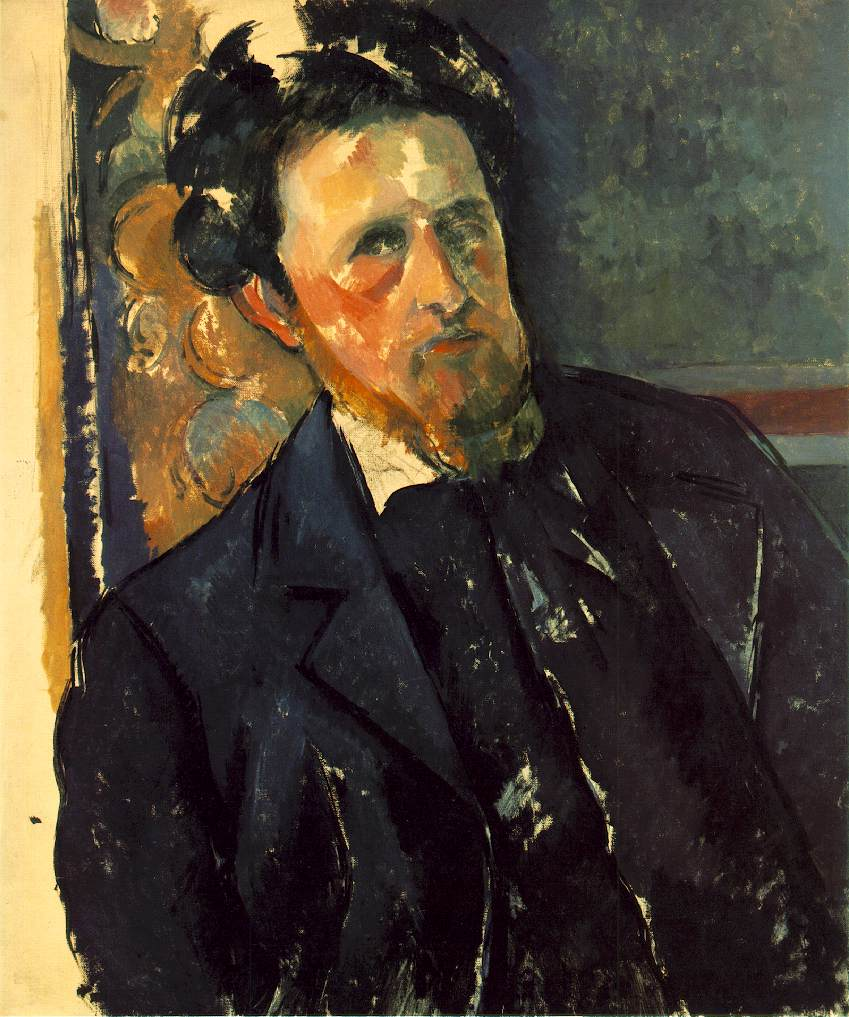
Podobizna Joachima Gasqueta, 1896–1897, Národní galerie v Praze

 Nejen z existenčního hlediska bylo pro Cézanna důležité setkání se sběratelem obrazů Victorem Chocquetem, k němuž došlo rok po první impresionistické výstavě. Tento bankovní úředník byl v 70. letech jedním z mála sběratelů, kteří obrazy impresionistických malířů nakupovali. Za Cézannova života byl Chocquet jedním z hlavních sběratelů jeho díla. V roce 1877 Cézanne podruhé – a naposledy – vystavoval s impresionisty, bylo to na jejich 3. výstavě. Vystavil celkem 16 obrazů, které se však setkaly u veřejnosti i u odborné kritiky s naprostým nepochopením.
Do finančních potíží se Cézanne dostal v roce 1878, kdy se jeho otec dozvěděl o existenci přítelkyně a syna. Aby to Cézanne utajil, žil do té doby střídavě u svých rodičů v Aix a se svou rodinou v Paříži nebo Marseille, což ho psychicky sužovalo. Jeho otci vadil nízký Hortensin sociální původ. Výsledkem bylo, že synovi snížil už tak nízkou měsíční apanáž. S penězi Cézannovi vypomohl dávný přítel Zola. Cézanne u něj v Médanu roku 1879 nějakou dobu pobýval. Samotářskému malíři však nevyhovoval ani přepych, ani společnost, kterou se tehdy už zavedený romanopisec obklopoval. Definitivní rozchod přátel přišel roku 1886, kdy Zola vydal román Dílo. Jeho hlavním hrdinou je zneuznaný a o svých schopnostech stále pochybující malíř, v němž se Cézanne poznal.
Několik měsíců po Cézannově svatbě v roce 1886 jeho otec zemřel. Zanechal po sobě rozsáhlý majetek a malíř, jako jeden z dědiců, se tak stal do konce života hmotně zabezpečený.

I přesto, že se s impresionismem rozešel, udržoval s některými jeho zástupci osobní kontakty. V roce 1882 ho v L'Estaque, přímořské vesničce u Marseille, navštívil Renoir, o rok později znovu týž malíř, tentokrát v doprovodu Moneta. Ještě v roce 1887 malovali v Aix s Renoirem společně. Na podzim 1894 přijal Monetovo pozvání do Giverny, kam přijeli i další umělci včetně Renoira a Rodina. Nespolečenský Cézanne však předčasně odjel, aniž zaplatil hotelový účet. Majitel si jako náhradu ponechal jeden jeho obraz, který tam malíř zapomněl.

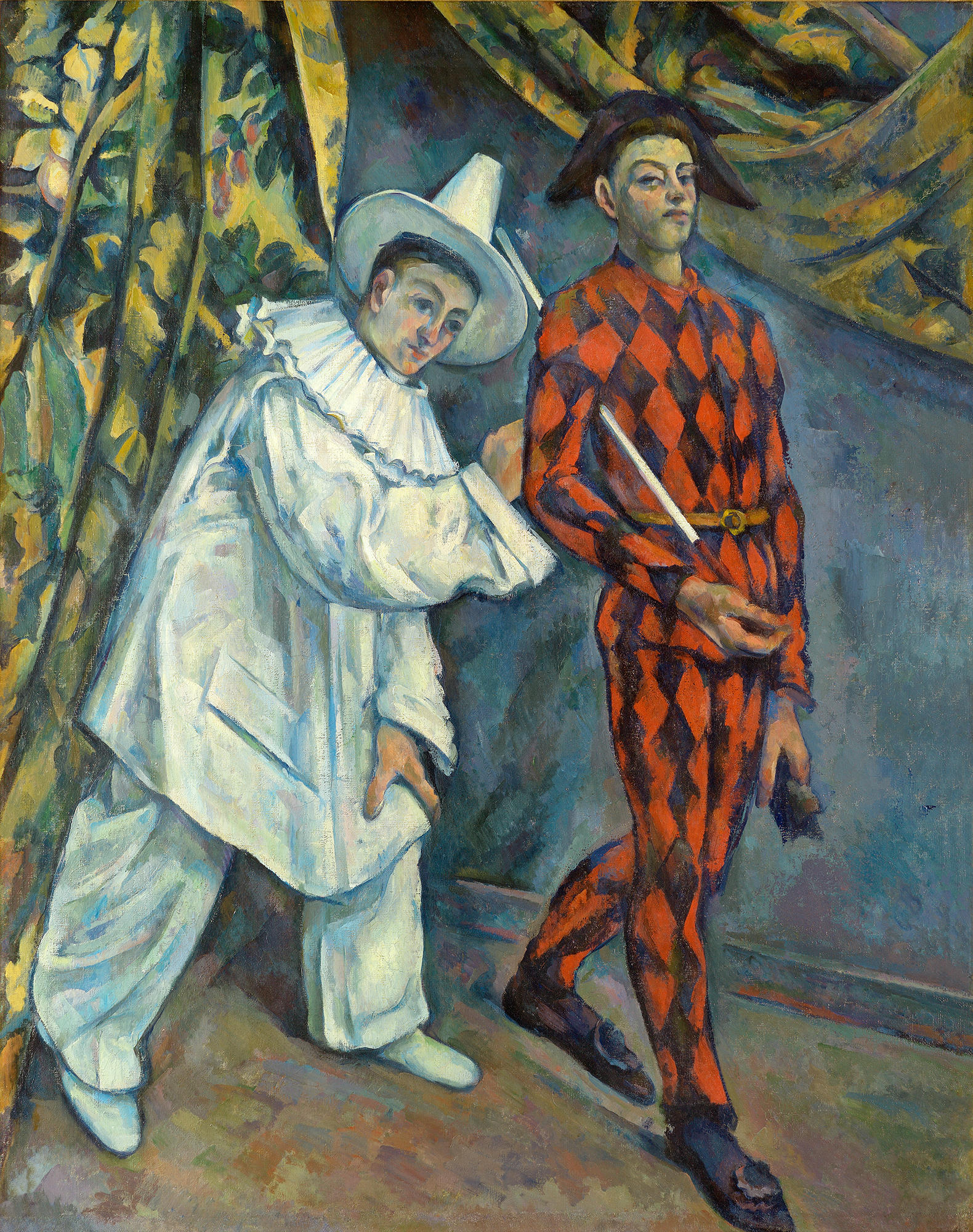
Pierot a Harlekýn, 1888, Puškinovo muzeum Moskva

V roce 1890 strávil s rodinou téměř půl roku ve Švýcarsku. Zjistil také, že má cukrovku. V té době už jeho dílo začalo postupně pronikat na veřejnost, doma i v cizině. Roku 1890 se třemi obrazy zúčastnil výstavy bruselské Société des Vingt (Skupina dvaceti), což bylo sdružení belgických avantgardních umělců. V rámci této výstavy prodal van Gogh jediný obraz za svého života. Opravdovým průlomem byla Cézannova první samostatná výstava, kterou mu roku 1895 uspořádal pařížský obchodník s uměním Ambroise Vollard. Pro tehdy třicetiletého Vollarda to byl odrazový můstek na cestě k postavení významného galeristy soudobého umění. A v roce 1897 zakoupila Nationalgalerie Berlin jako první státní galerie jeden Cézannův obraz.
Cézanne neměl mnoho přátel. Jedním z nich byl spisovatel a básník Joachim Gasquet (1873–1921), syn jeho přítele z mládí Henri Gasqueta. Sblížil se s ním roku 1896. Cézanne ho portrétoval; po jeho smrti sepsal Gasquet knihu vzpomínek, která je důležitým pramenem k poznání posledních let malířova života. Cézanne těžce nesl, když mu v roce 1897 zemřela matka.
Druhou polovinu roku 1898 a většinu roku následujícího strávil v Paříži. Byl to jeho poslední dlouhodobý pobyt v metropoli. Na podzim 1899 se vrátil do Aix, kde koupil byt a společně se sestrami prodal Jas de Bouffan. Manželka se synem žili převážně v Paříži. Vollard mu toho roku uspořádal další výstavu a ceny jeho obrazů na trhu s uměním začaly stoupat. Na Světové výstavě v Paříži roku 1900 byly vystaveny tři jeho obrazy. A prezentace jeho díla pokračovala. Roku 1900 vystavoval u Cassirera v Berlíně, o rok později na Salonu nezávislých v Paříži, v Haagu a opět v Bruselu.
Po definitivním návratu z Paříže Cézanne marně usiloval o koupi usedlosti Château Noir u Aix, kterou často maloval. Když neuspěl, koupil v roce 1901 pozemek nad Aix s názvem Chemin des Lauves. O rok později zde byla dokončena stavba jeho nového ateliéru. V roce 1903 se Cézanne zúčastnil výstavy spolku Vídeňská secese.

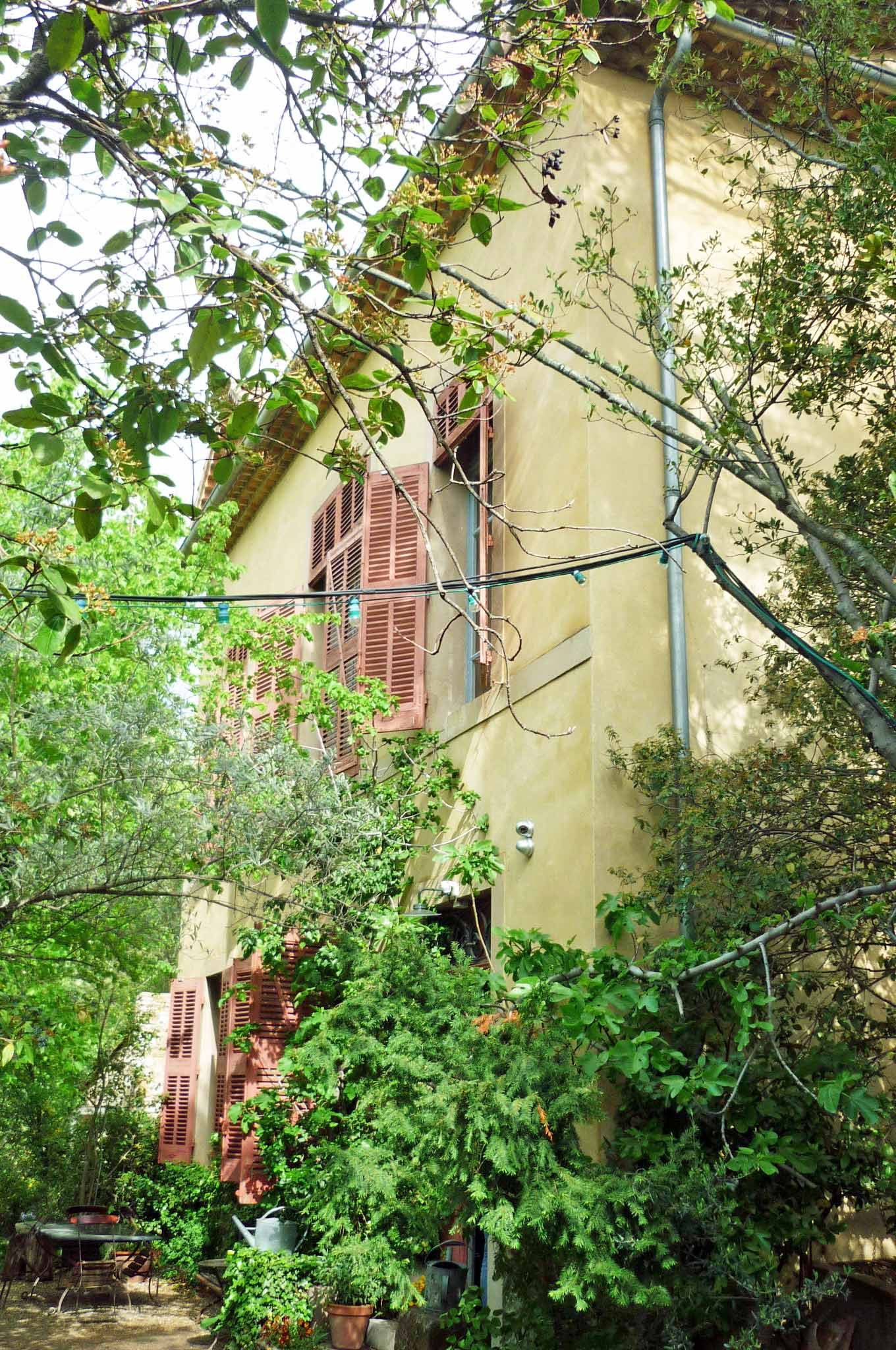
Poslední Cézannův ateliér v Aix

 Stejně jako Gasquetovy paměti mají pro cézannovské bádání význam memoáry malíře Émile Bernarda. Ten v roce 1904 pobýval v Aix v Cézannově blízkosti a získal si jeho důvěru. V roce 1912 vyšlo první knižní vydání jeho vzpomínek pod názvem Souvenirs sur Paul Cézanne (Vzpomínky na Cézanna).
Na konci života se Cézanne přece jen dočkal uznání. Ale ještě v polovině 90. let nebyl konzervativci, kteří ovládali Académie des Beaux-arts (Akademii krásných umění), přijímán. Když v roce 1894 zemřel malíř a sběratel impresionistů Gustave Caillebotte, měla se jeho rozsáhlá sbírka darovat francouzskému státu pod podmínkou, že obrazy přejdou Lucemburského muzea, určeného modernímu umění. Z pěti Cézannových obrazů však muzeum přijalo jen dva. To už ale bylo rok před výstavou u Vollarda a o Cézanna začínal být zájem. Paradoxní bylo, že malíře, který začal být oceňován, málokdo znal osobně. Do Aix proto často – k Cézannově nechuti – přijížděli malíři a sběratelé toužící ho spatřit. O jeho obrazy byl zájem na kolektivních výstavách: V letech 1903–1905 se účastnil pařížských Podzimních salónů, 1904 opět vystavoval v Berlíně u Cassirera a roku 1905 se zúčastnil výstavy impresionistů v Londýně.
15. října 1906 ho při malování v plenéru zastihla bouře a malíř ztratil vědomí. Prochladl a v důsledku toho dostal zápal plic. Na něj 22. října zemřel. Pochován byl v Aix na hřbitově u kostela sv. Petra. Roku 1954 byl jeho dům s ateliérem v Chemin des Lauves otevřen a upraven na muzeum.

## Dílo

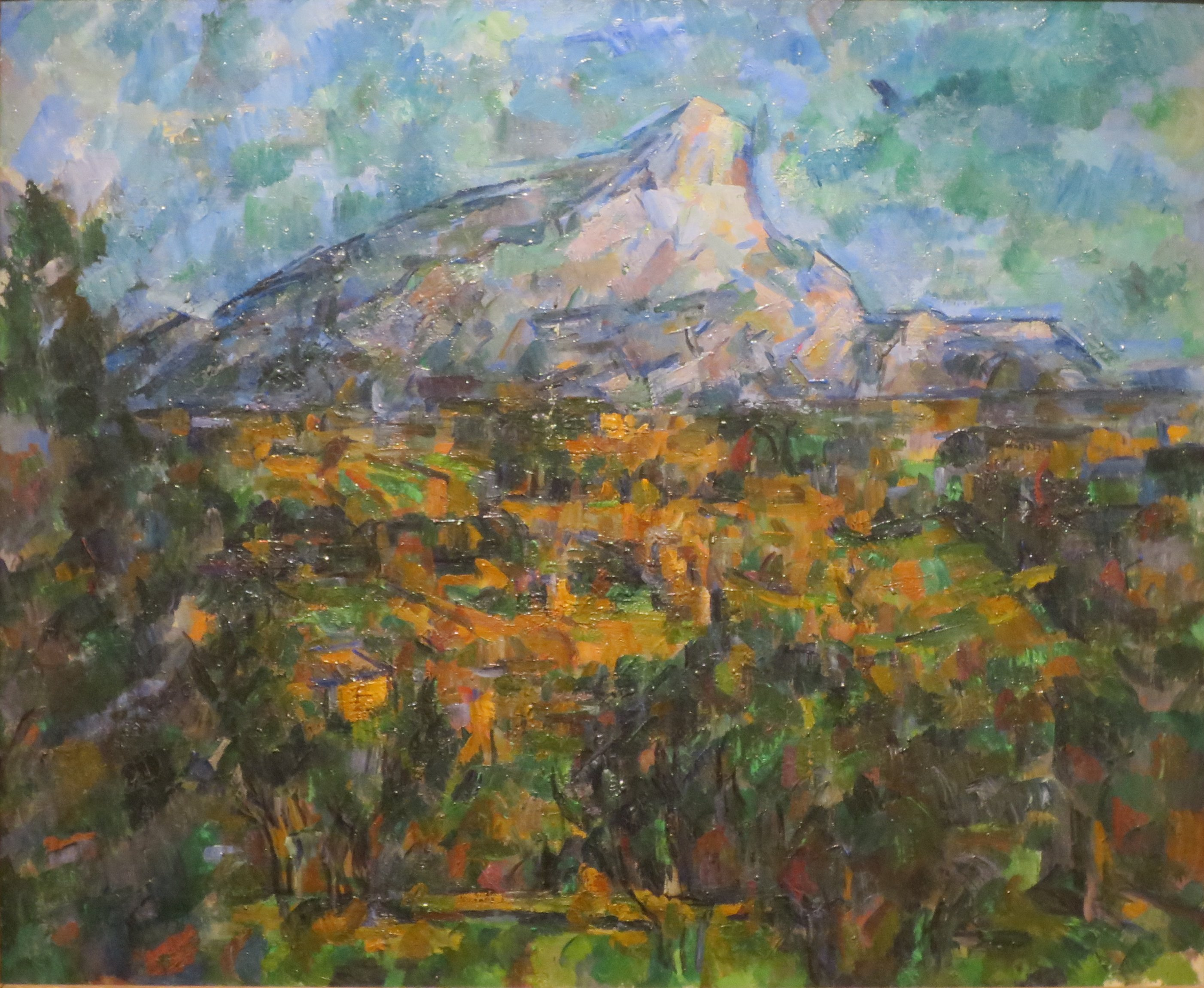
Sainte Victorie od Lauves, 1906, Puškinovo muzeum Moskva

Na začátku své malířské kariéry tvořil především portréty, v nichž se snažil zachytit psychologii postav. Snažil se ve věcech najít řád a zachytit jejich objem. Nezaměřoval se na světlo a stín a nechával často prosvítat i podklad. Stejně jako impresionisté se snažil nepoužívat černou a používal komplementární barvy. Častými tématy jeho obrazů jsou koupání, hora svaté Victorie, jablka a drapérie.
Jeho nejznámějším dílem je pravděpodobně obraz Hráči karet. Obraz existuje v pěti verzích. Jedna z verzí byla v roce 2012 prodána Kataru za částku přesahující 250 milionů dolarů (přes 4,7 mld. Kč).
Cézanne sklidil mnoho kritiky za obraz Olympie. Jednalo se o parodii na stejnojmenný obraz malíře Maneta. V obraze Modrá váza (1885–1887) ukázal svou revoluční myšlenku, že malířství se nemůže omezovat jen na prosté napodobování světa. Toto pojetí umění odmítla veřejnost i kritika.
Mezi jeho další známé obrazy patří: Žena s konvicí na kávu, Zátiší s ovocem (v tomto obraze zachází s barvou jako s prvkem nezávislým na formě), Velké koupání (obraz zachycuje 11 ženských postav, které jsou zobrazeny spíše schematicky a vypadají jako kusy pískovce uprostřed krajiny).
Paul Cézanne byl umělec, který snad nejvíce ovlivnil malířství 20. století. Nastolil základní otázky, které se jeho následovníci snažili řešit: vztah barvy, prostoru a tvaru. Ať už to jsou zátiší, hora Sainte Victorie nebo postavy koupajících se žen a mužů, vždycky se snažil najít takovou kompozici, která by nebyla fotografickým odrazem reality, nýbrž jejím dokonalým uměleckým ztvárněním. Byl tvůrcem, který celý život zasvětil hledání dokonalosti. Nedělal žádné kompromisy. Samozřejmě mohl své obrazy „přizpůsobit“ vkusu akademiků a proniknout do vytouženého Salónu. Nikdy tak neučinil. S neústupnou tvrdohlavostí zasvětil celý život svému poslání.

## Cézannovy obrazy v Česku
Jedinou galerií, která v České republice Cézannovo dílo vlastní, je Národní galerie Praha. Z olejomaleb je to jedno zátiší, obraz domu a statku v Jas de Bouffan a portrét Joachima Gasqueta. Kromě toho vlastní galerie další čtyři Cézannovy kresby a jednu grafiku. Všechny tři obrazy byly zakoupeny v roce 1923 československým státem.

## Galerie

### Zátiší

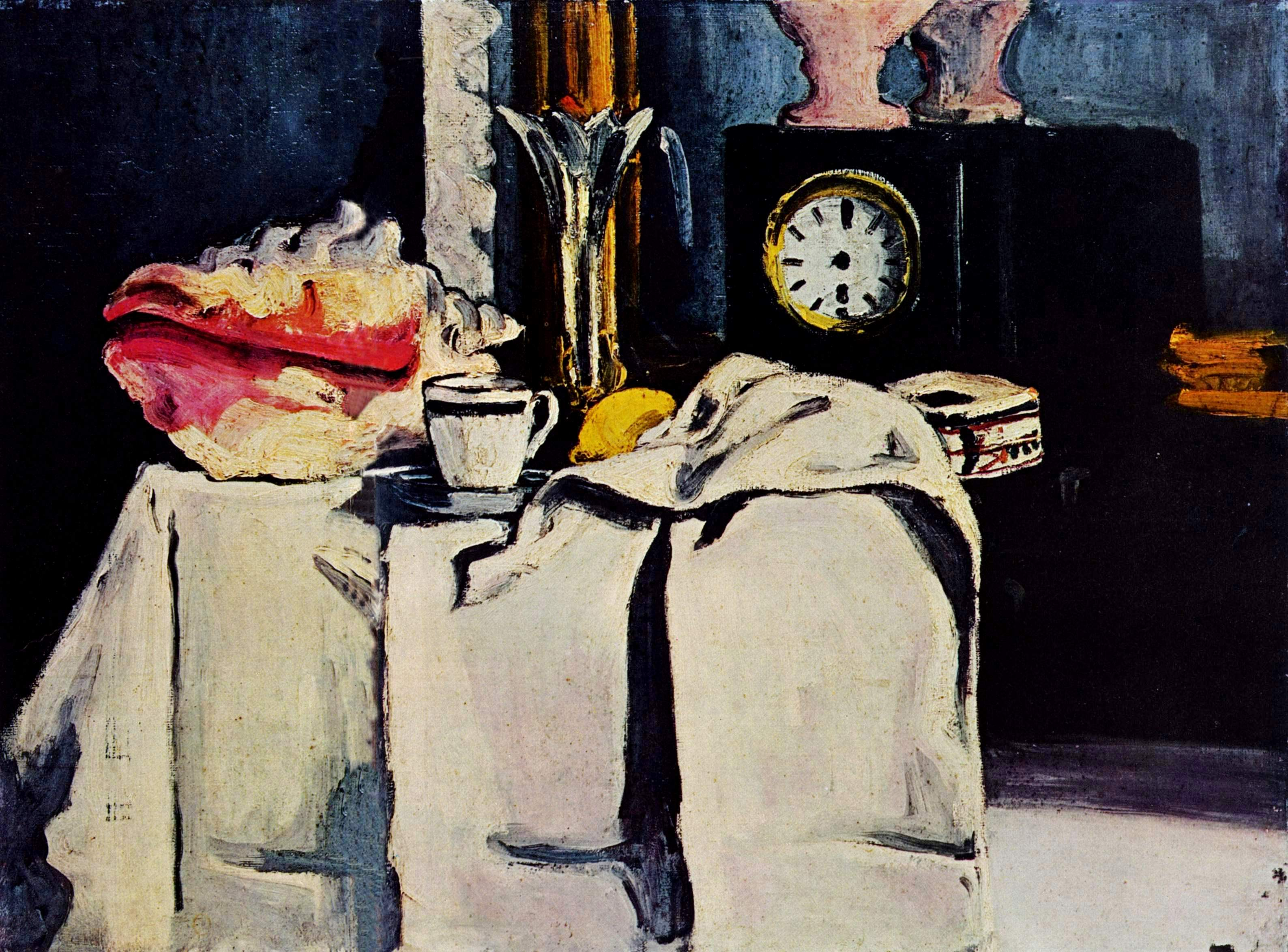
Hodiny z černého mramoru, 1869–1871, soukromá sbírka
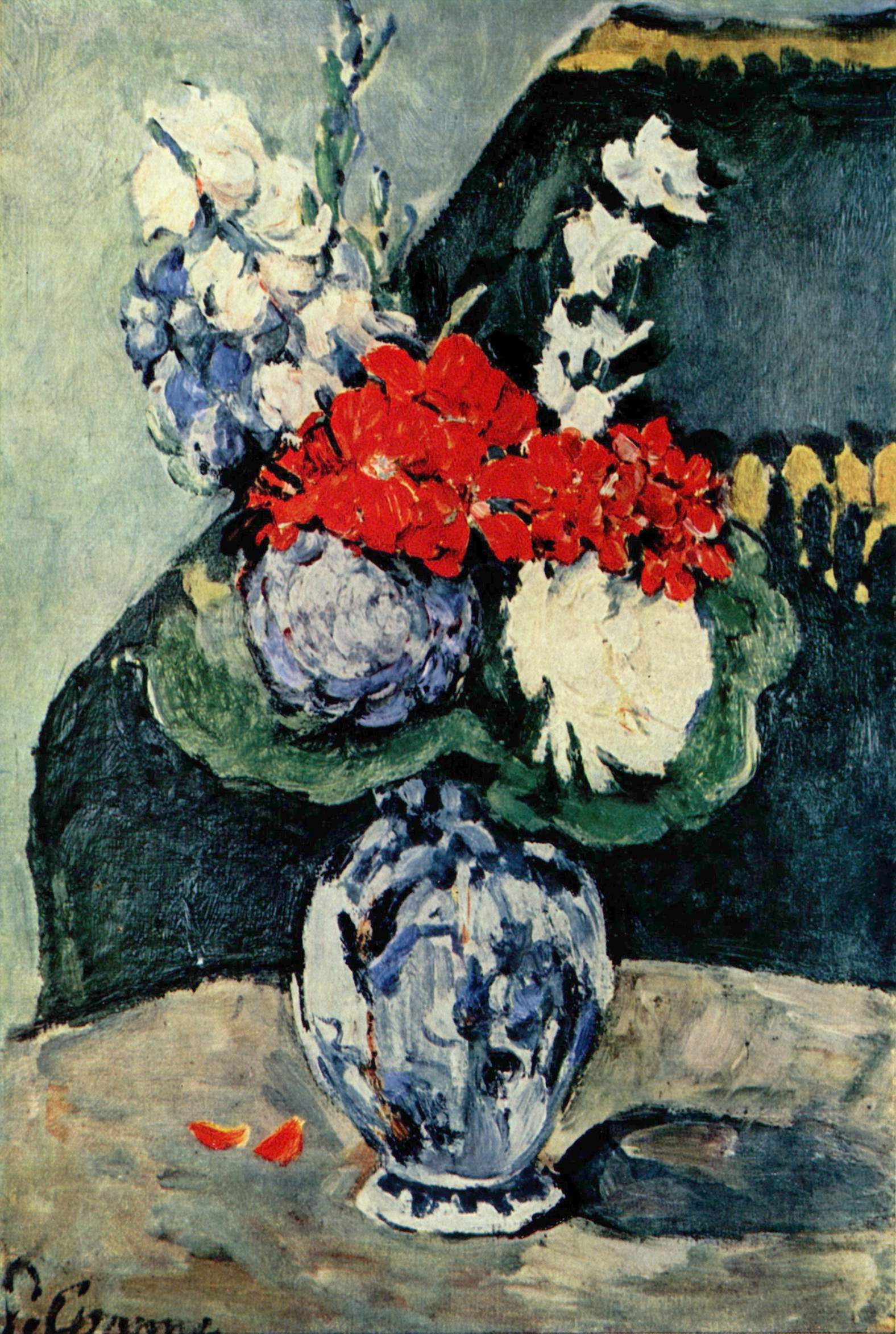
Dahlie v delftské váze, 1873–1875, Muzeum Orsay, Paříž
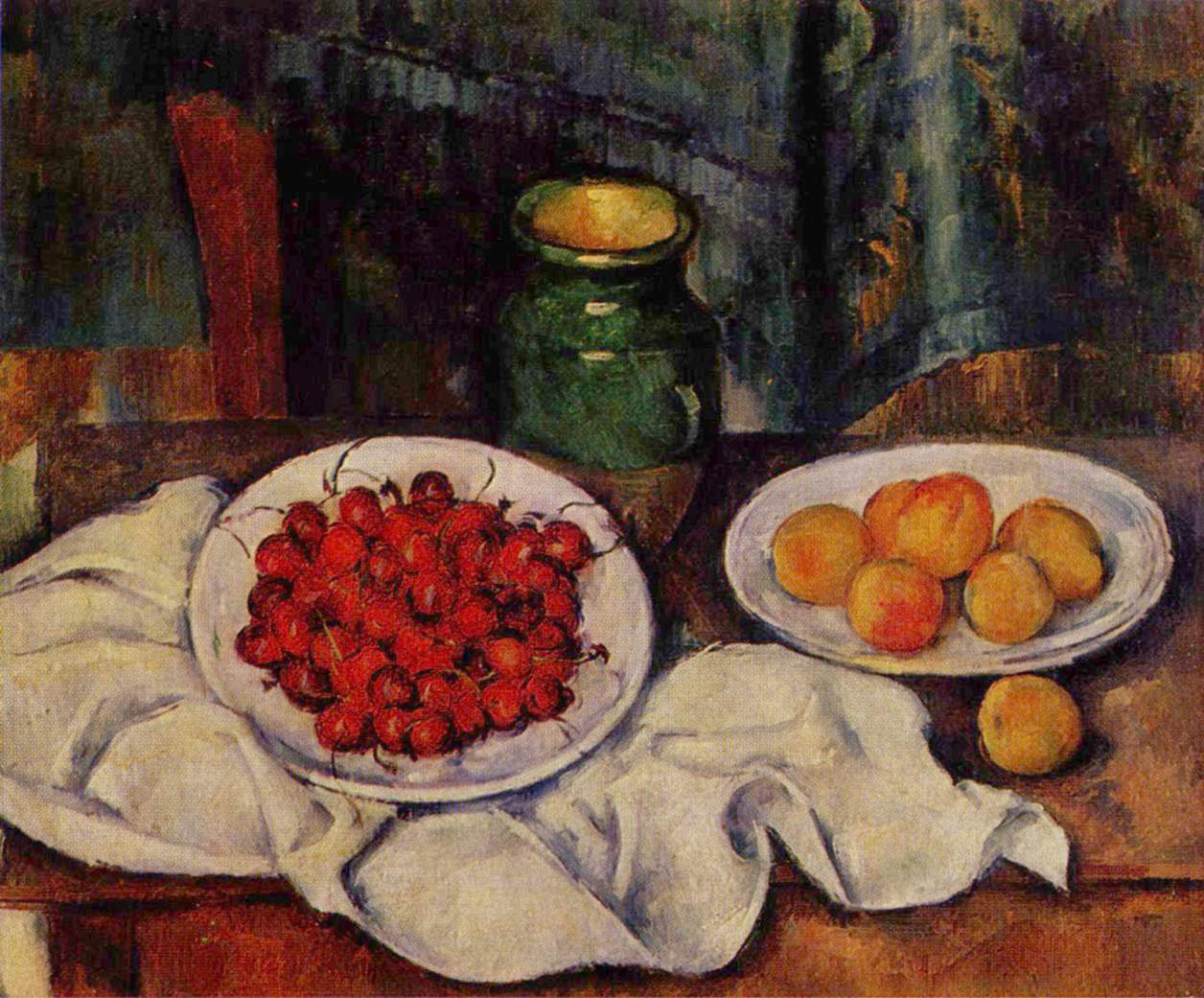
Třešně a broskve, 1883–1887, County Museum Art Los Angeles
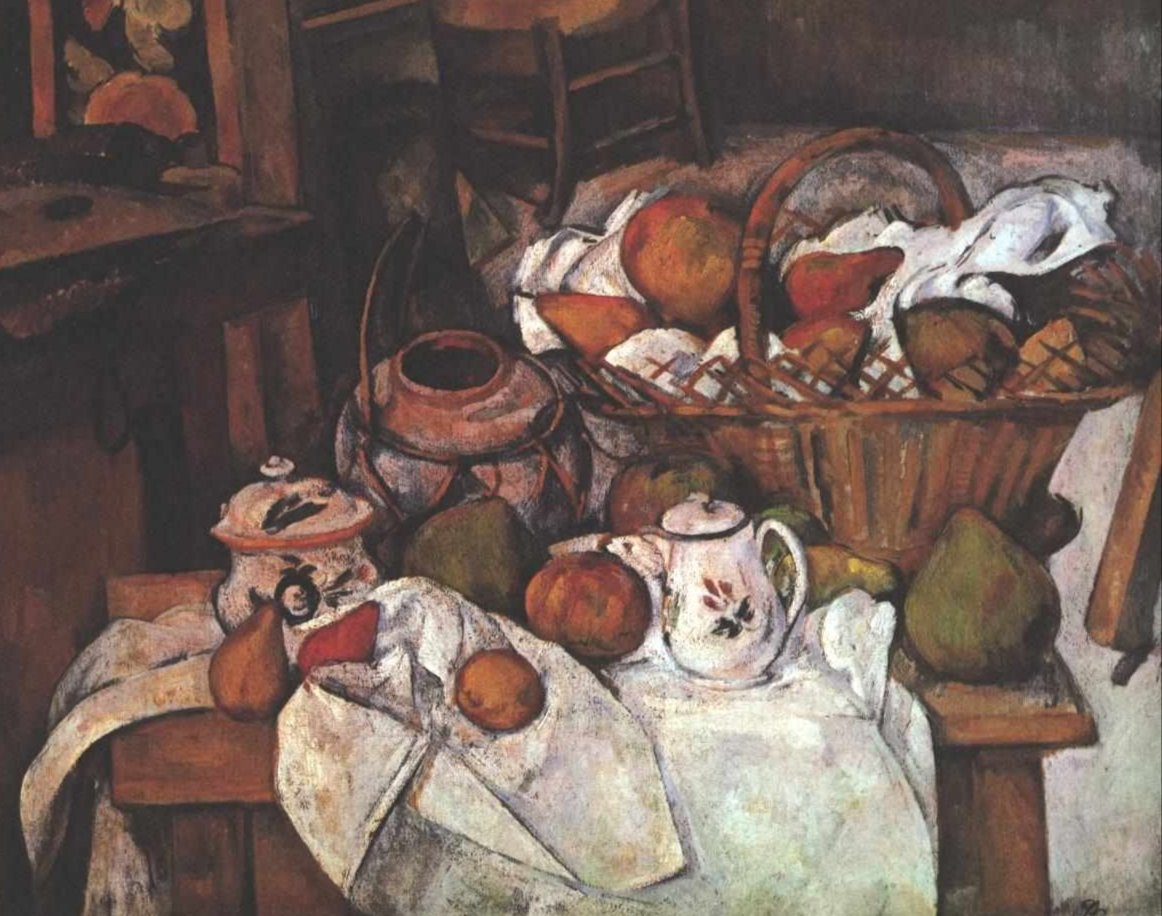
Nádoby, košík a ovoce, 1888–1890, Muzeum Orsay, Paříž
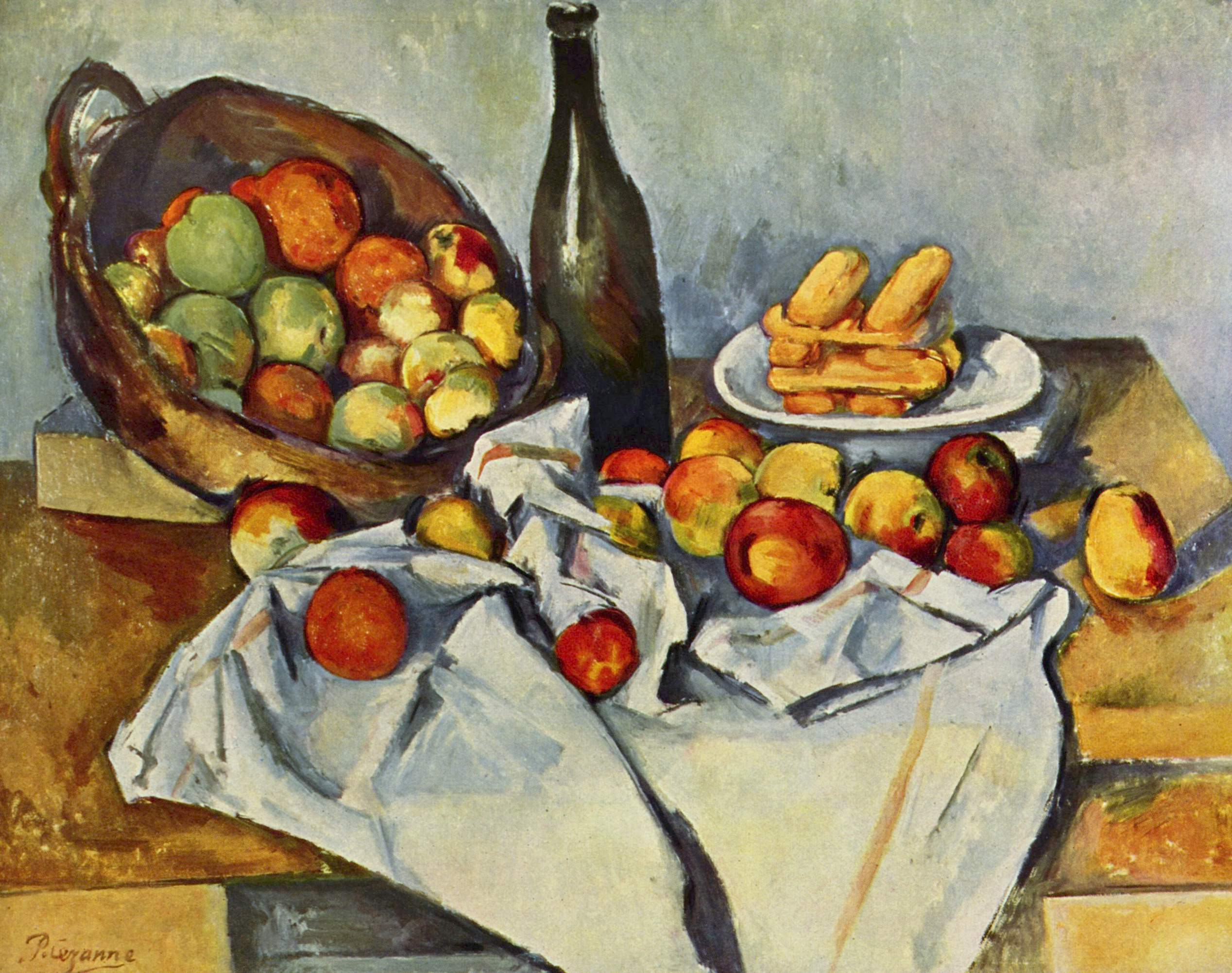
Košík jablek, 1890–1894, Institut umění v Chicagu
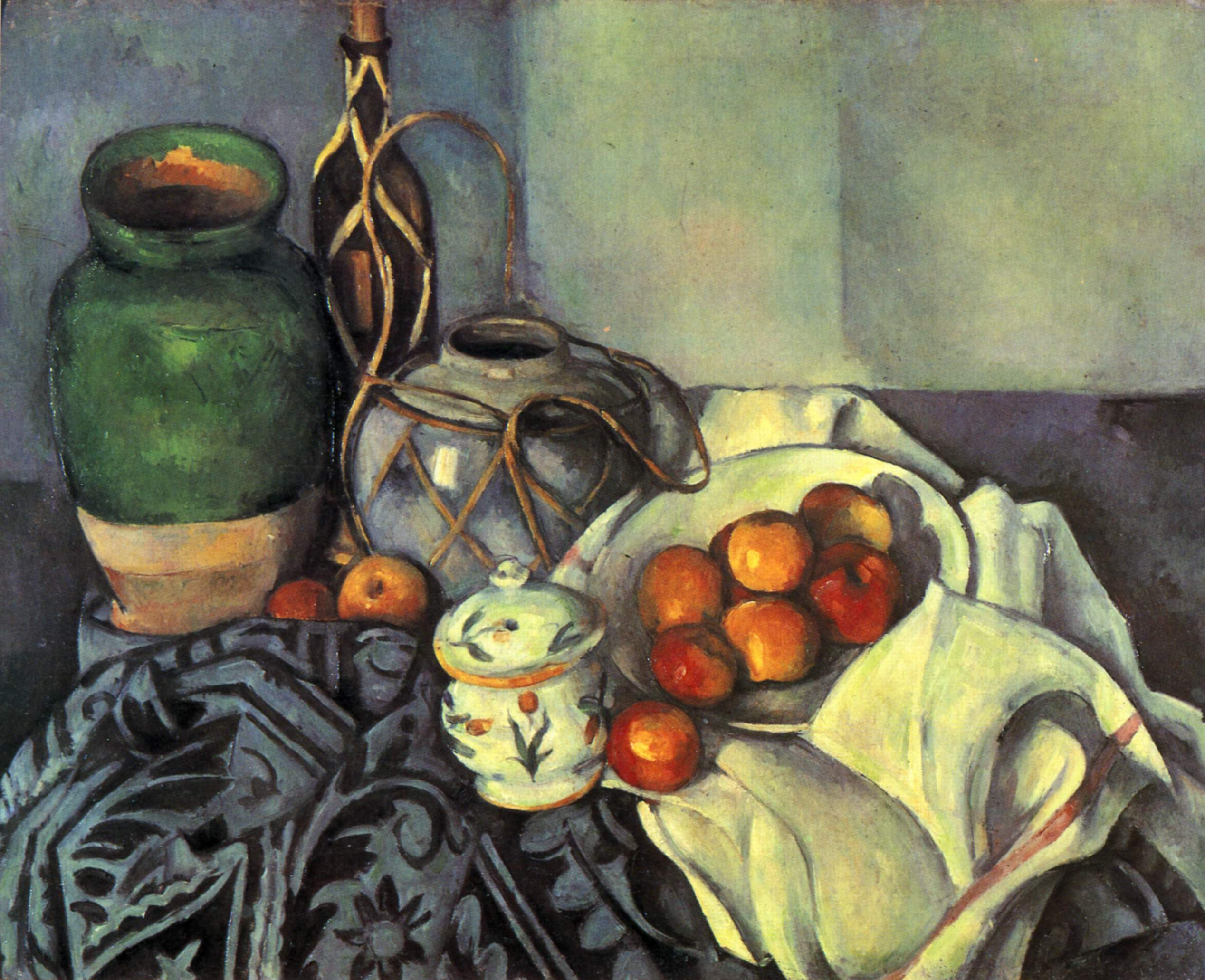
Zátiší, 1890–1894, soukromá sbírka
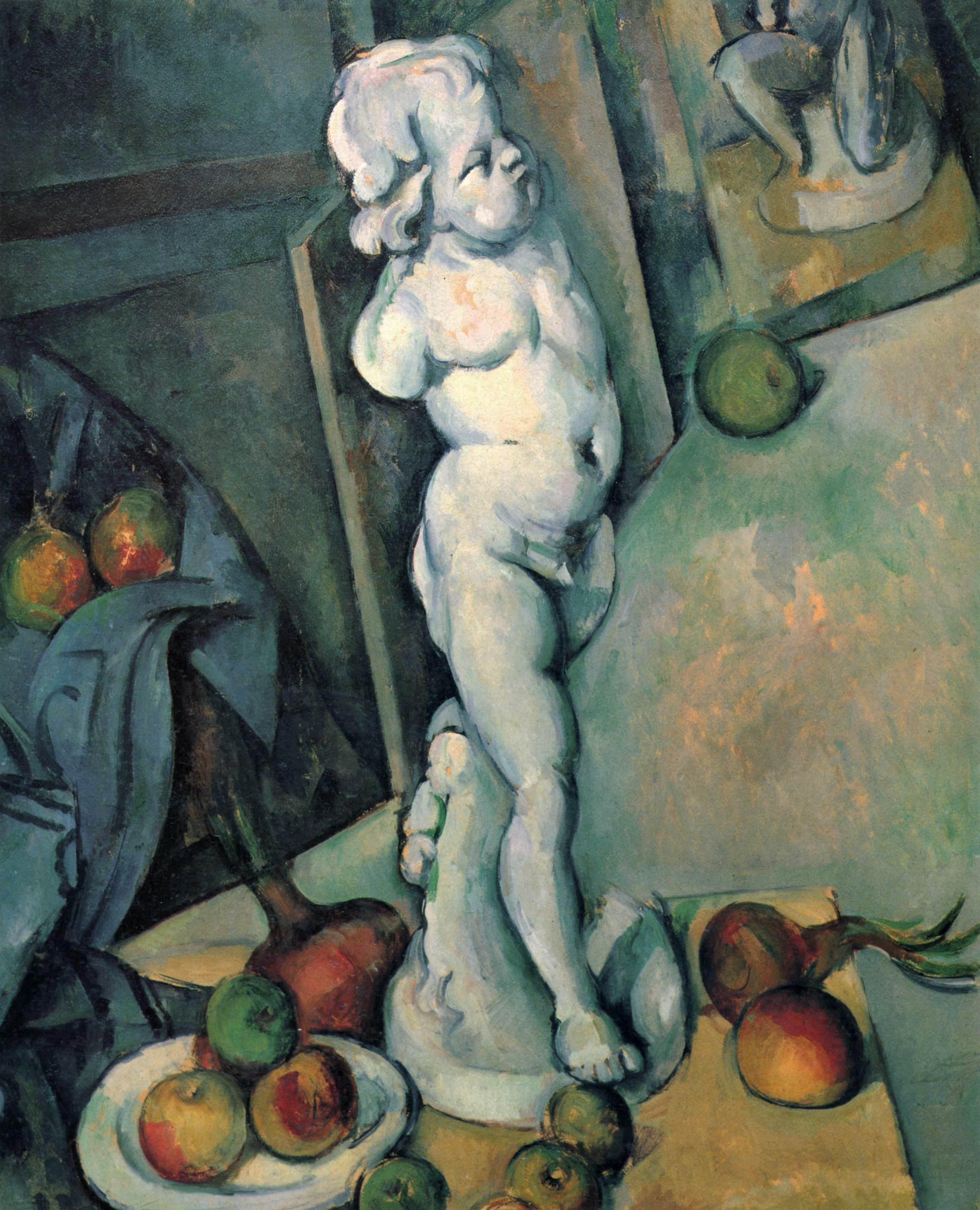
Sádrový Kupido a „anatomie“, kolem 1895, Courtauldův institut umění, Londýn
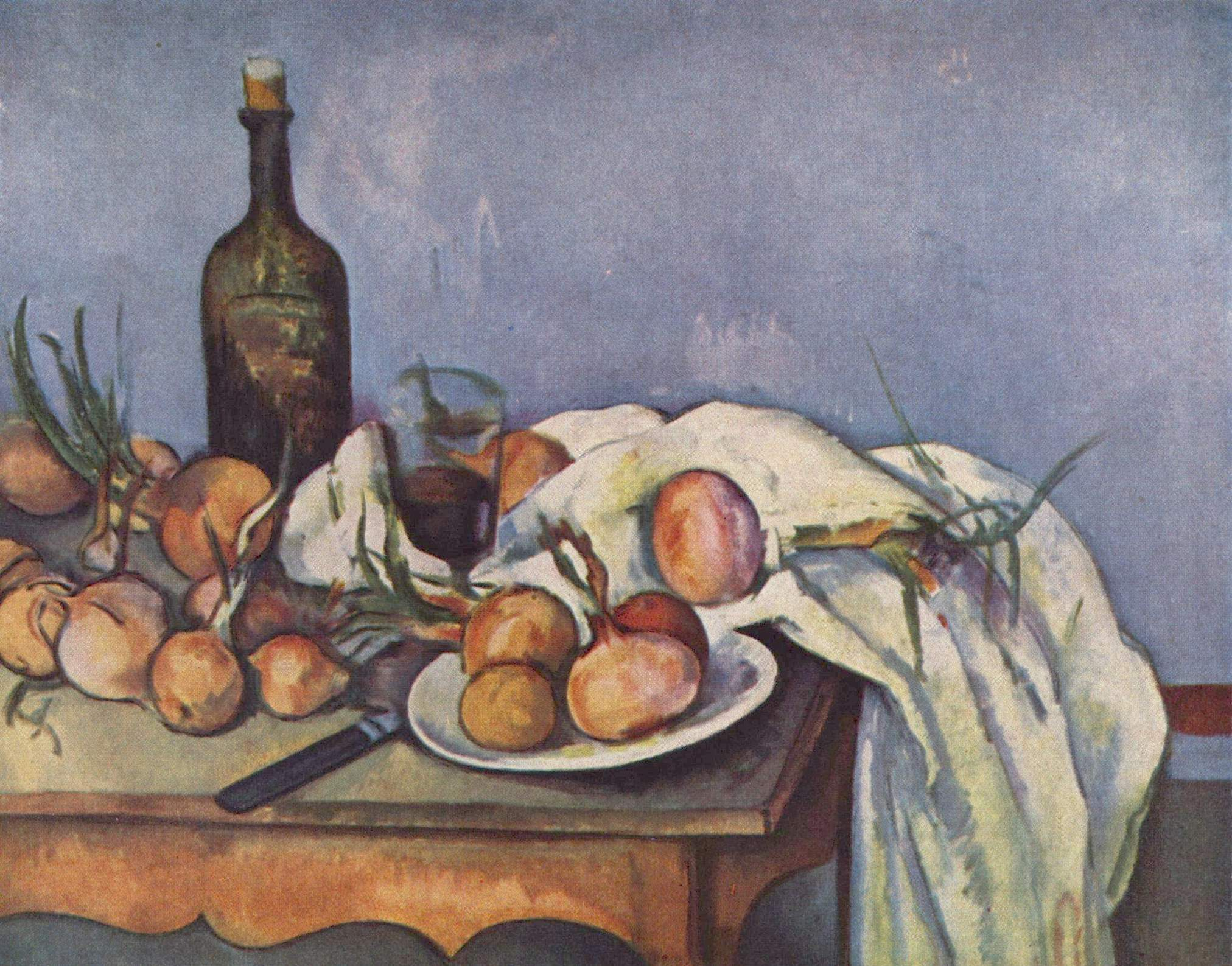
Cibule a láhev, 1895–1900, Muzeum Orsay, Paříž
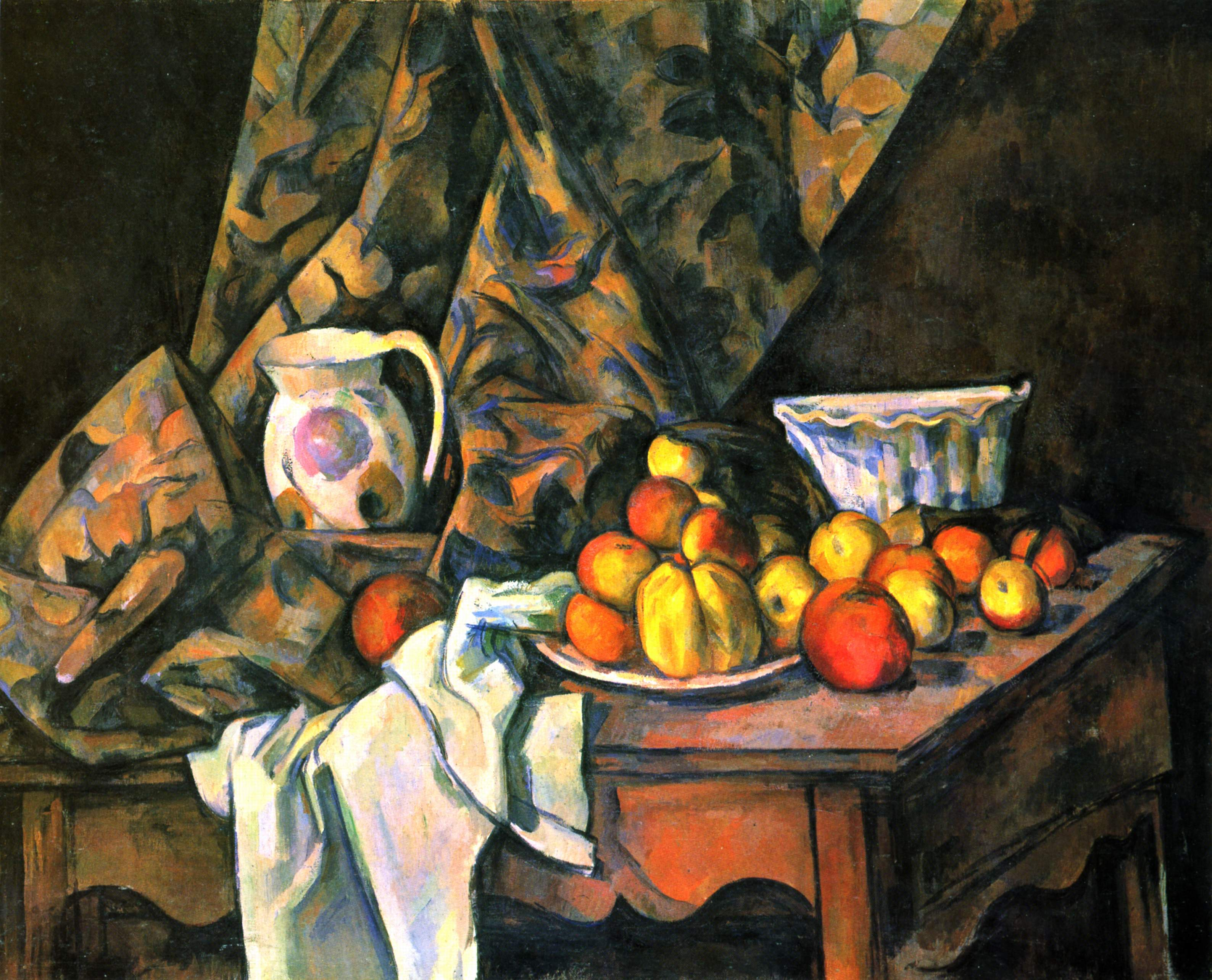
Zátiší s jablky a broskvemi, kolem 1905, Národní galerie ve Washingtonu

#### Portréty

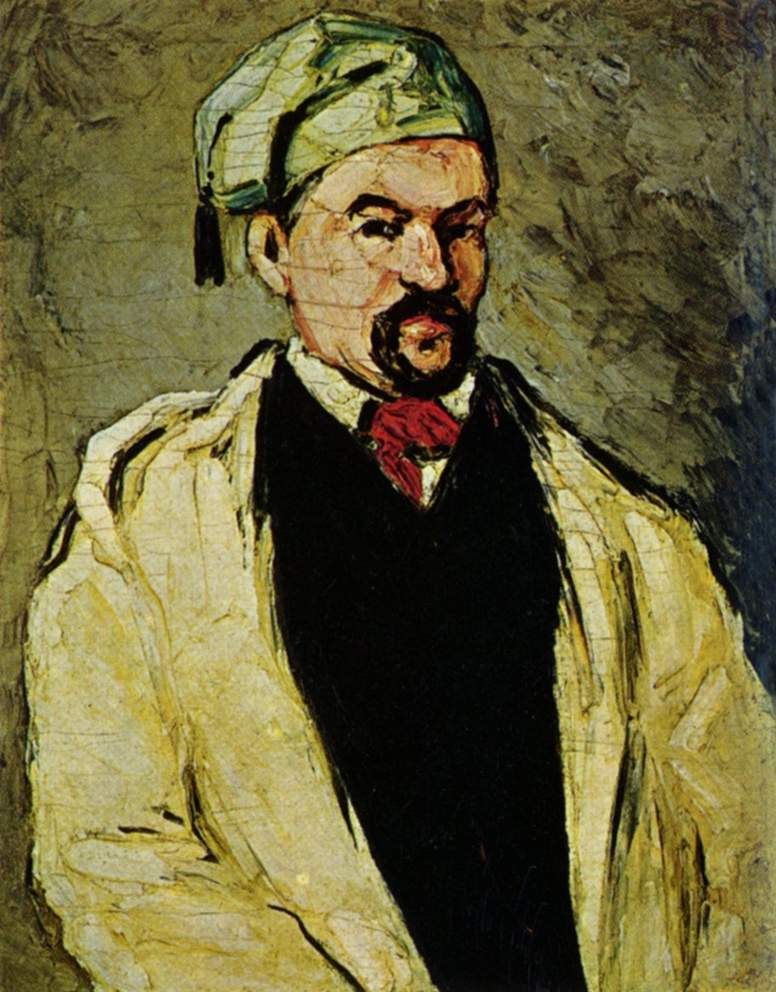
Portrét strýčka Dominique, 1865, National Gallery of Art, Washington
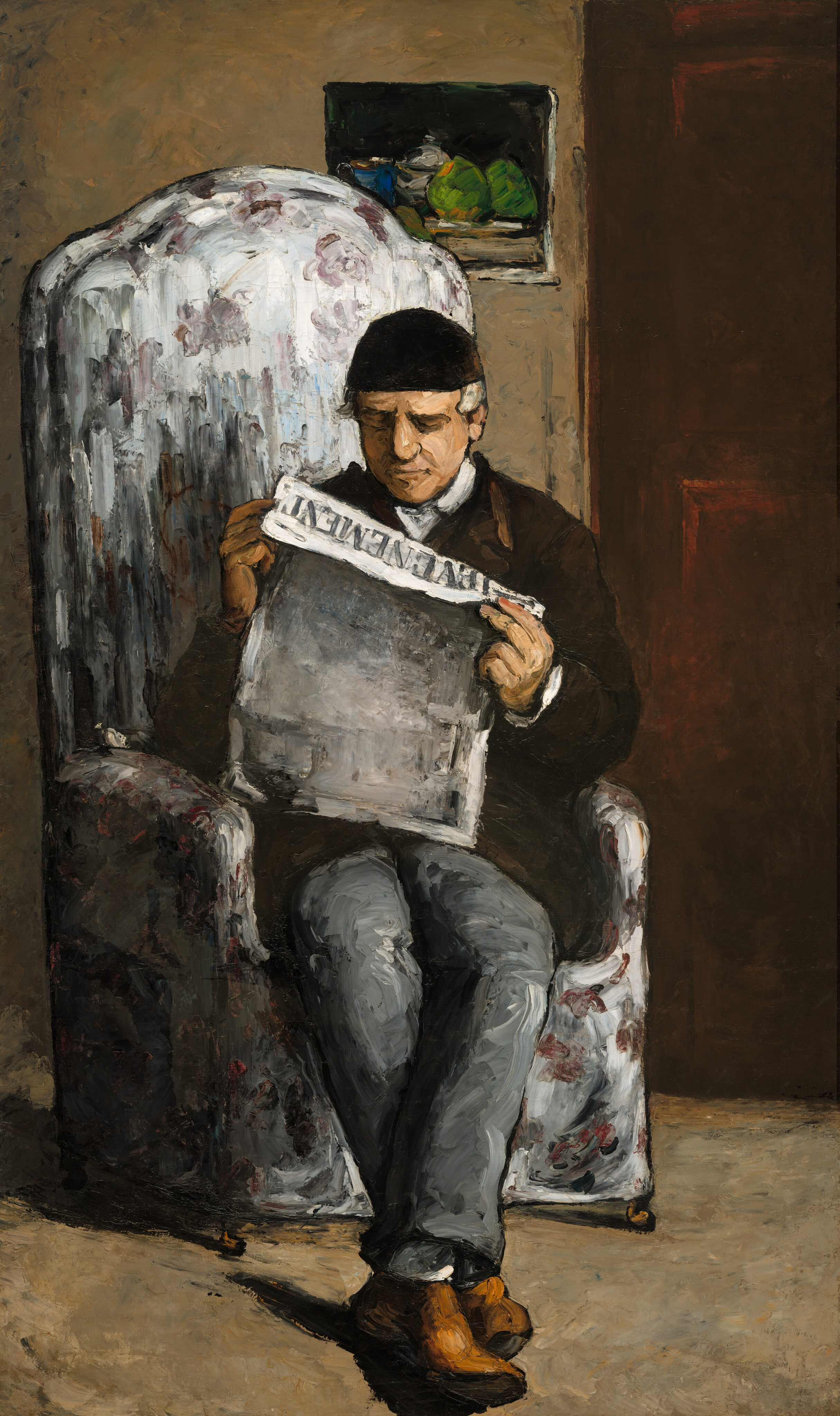
Podobizna umělcova otce, 1866, National Gallery of Art, Washington
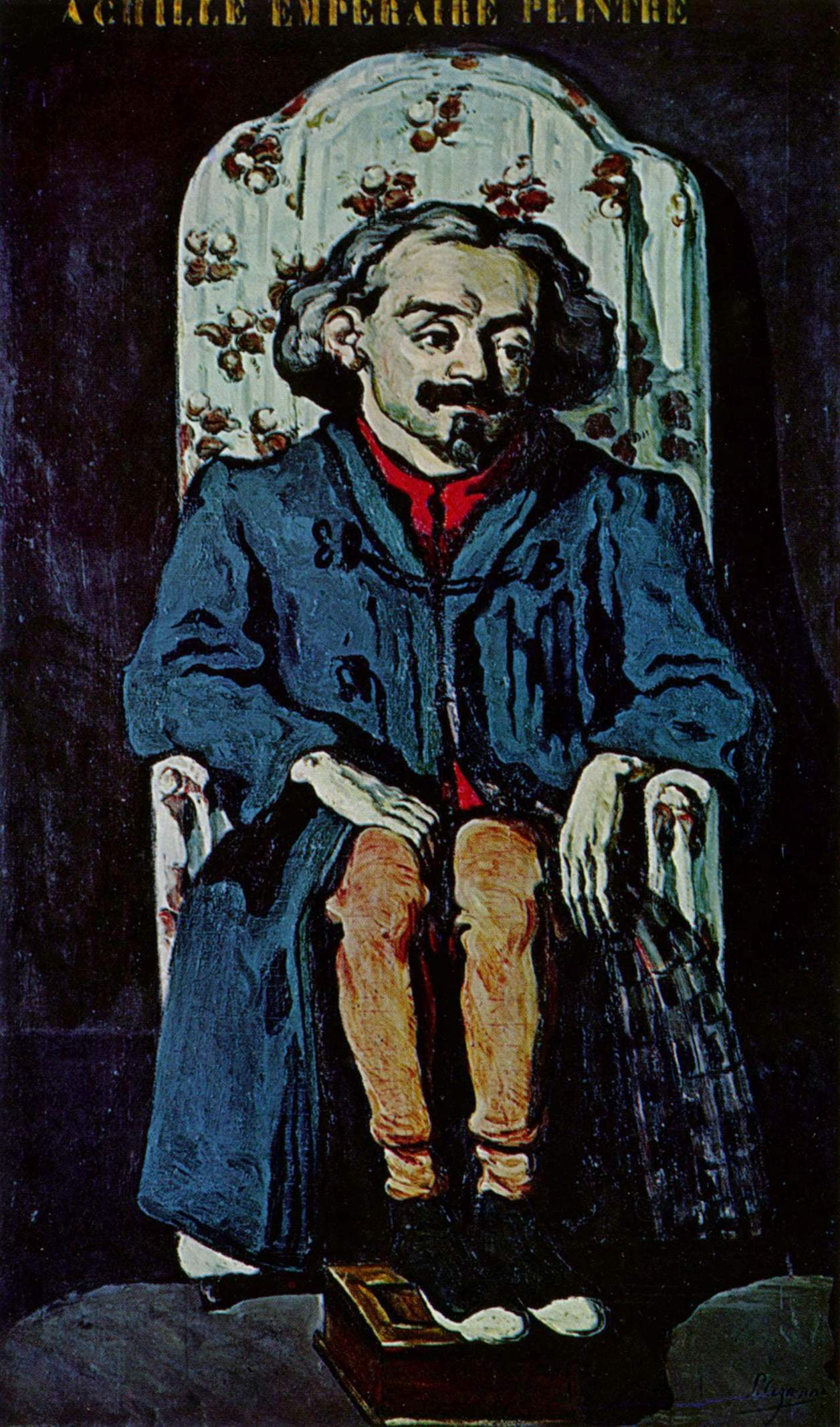
Portrét Achille Empéraira, 1867–1870, Muzeum Orsay, Paříž
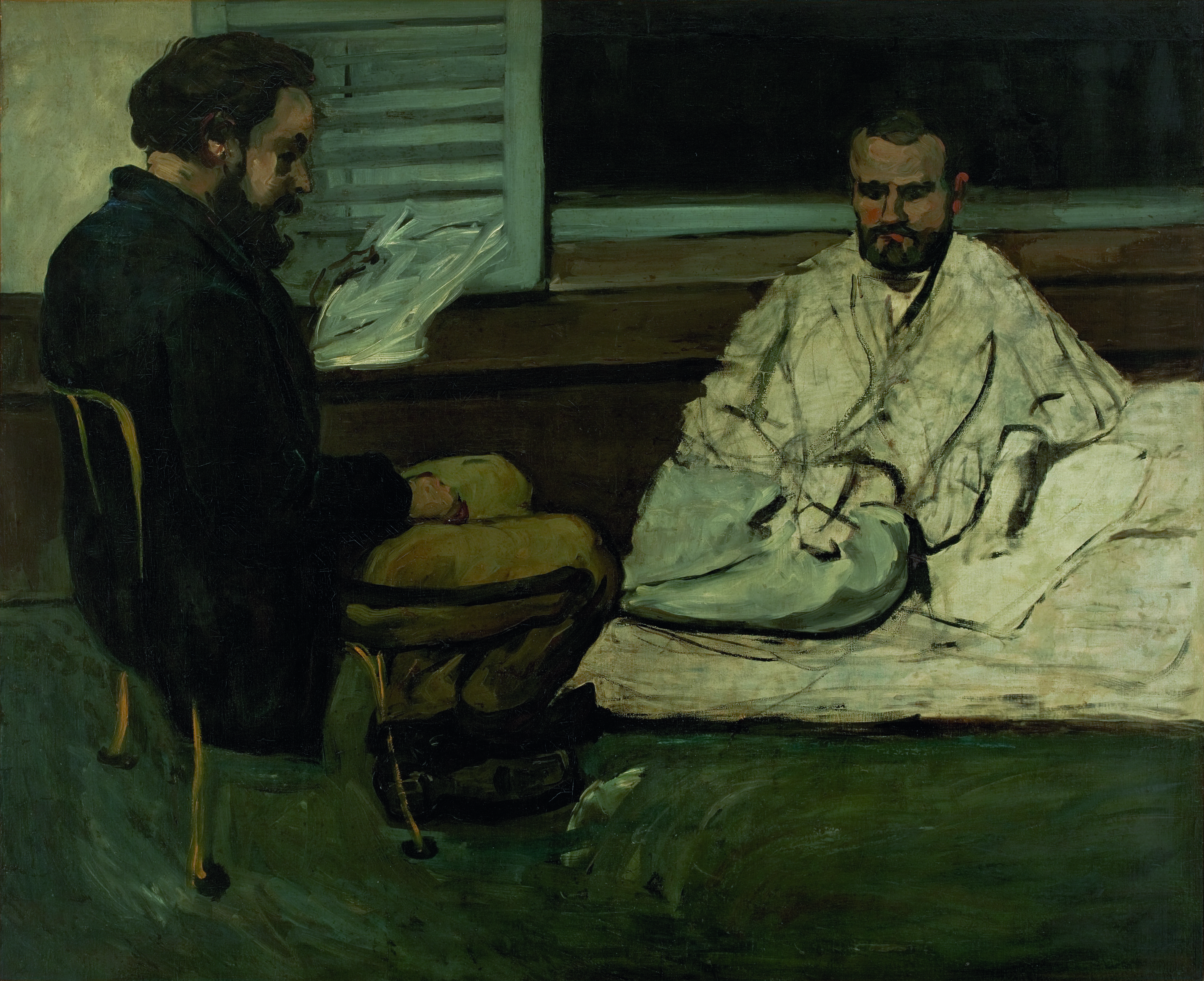
Paul Alexis předčítá Emilu Zolovi, 1869–1870, soukromá sbírka
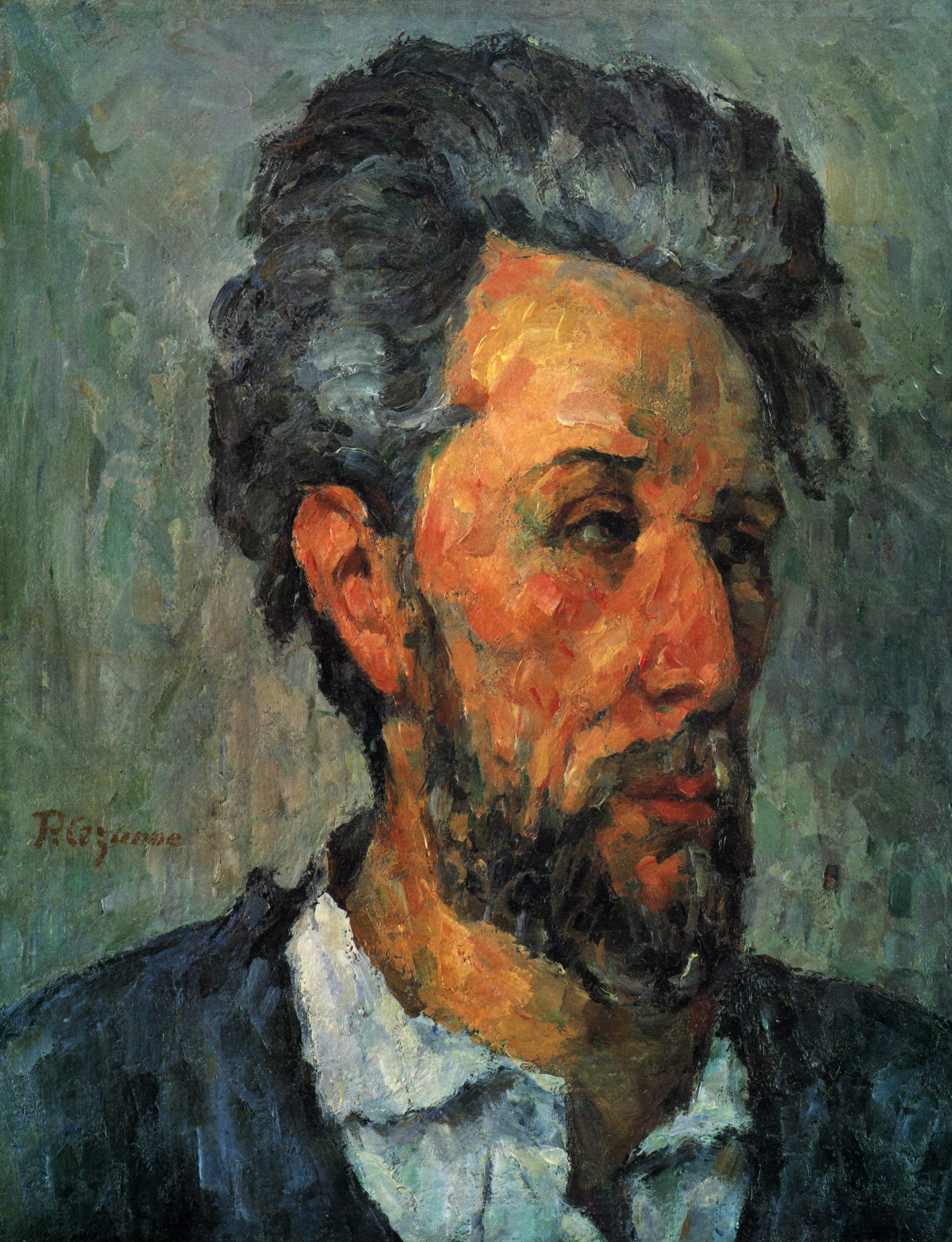
Portrét Victora Chocqueta, 1876–1877, soukromá sbírka
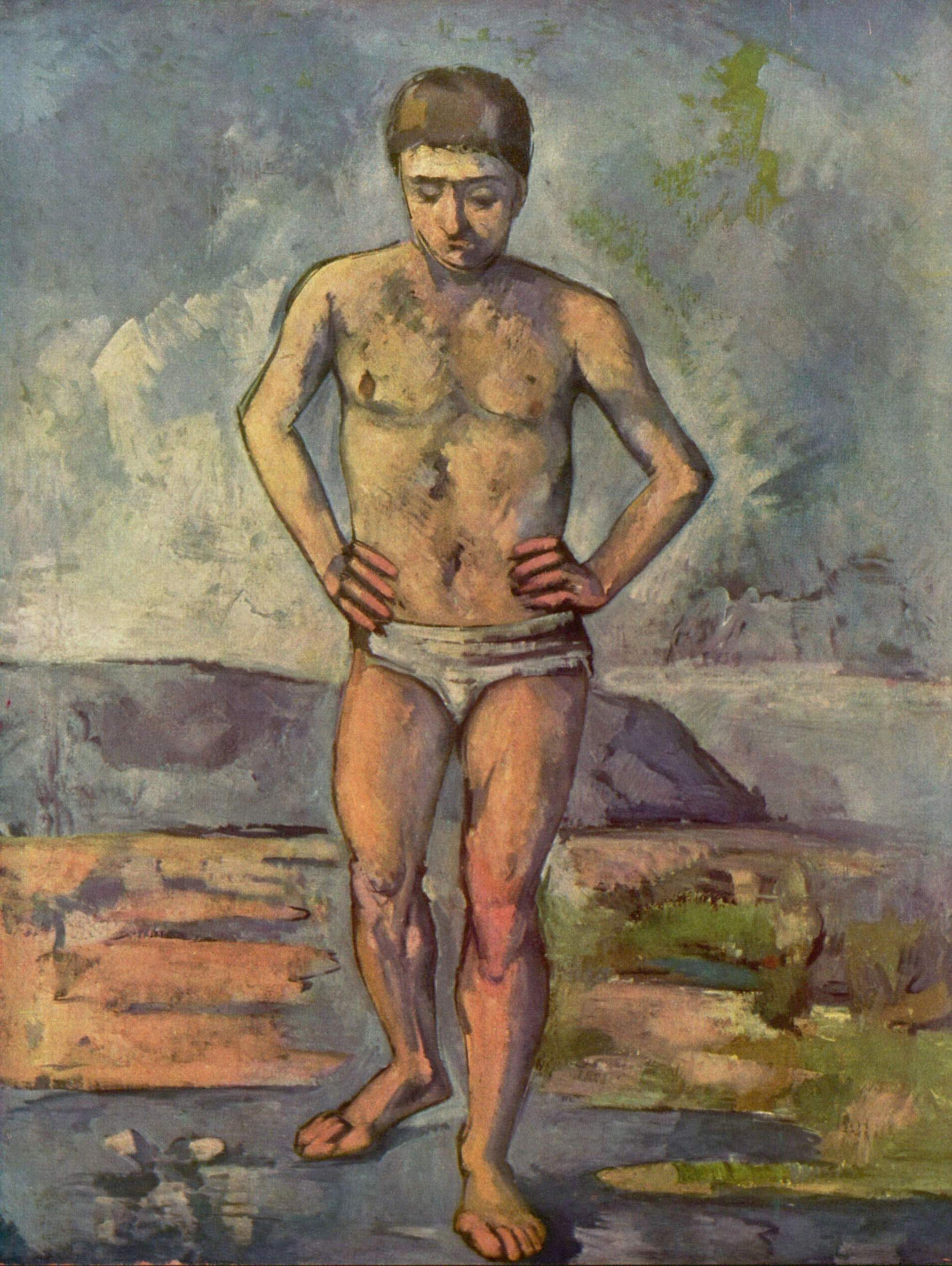
Muž v plavkách, 1885–1887, Museum of Modern Art, New York
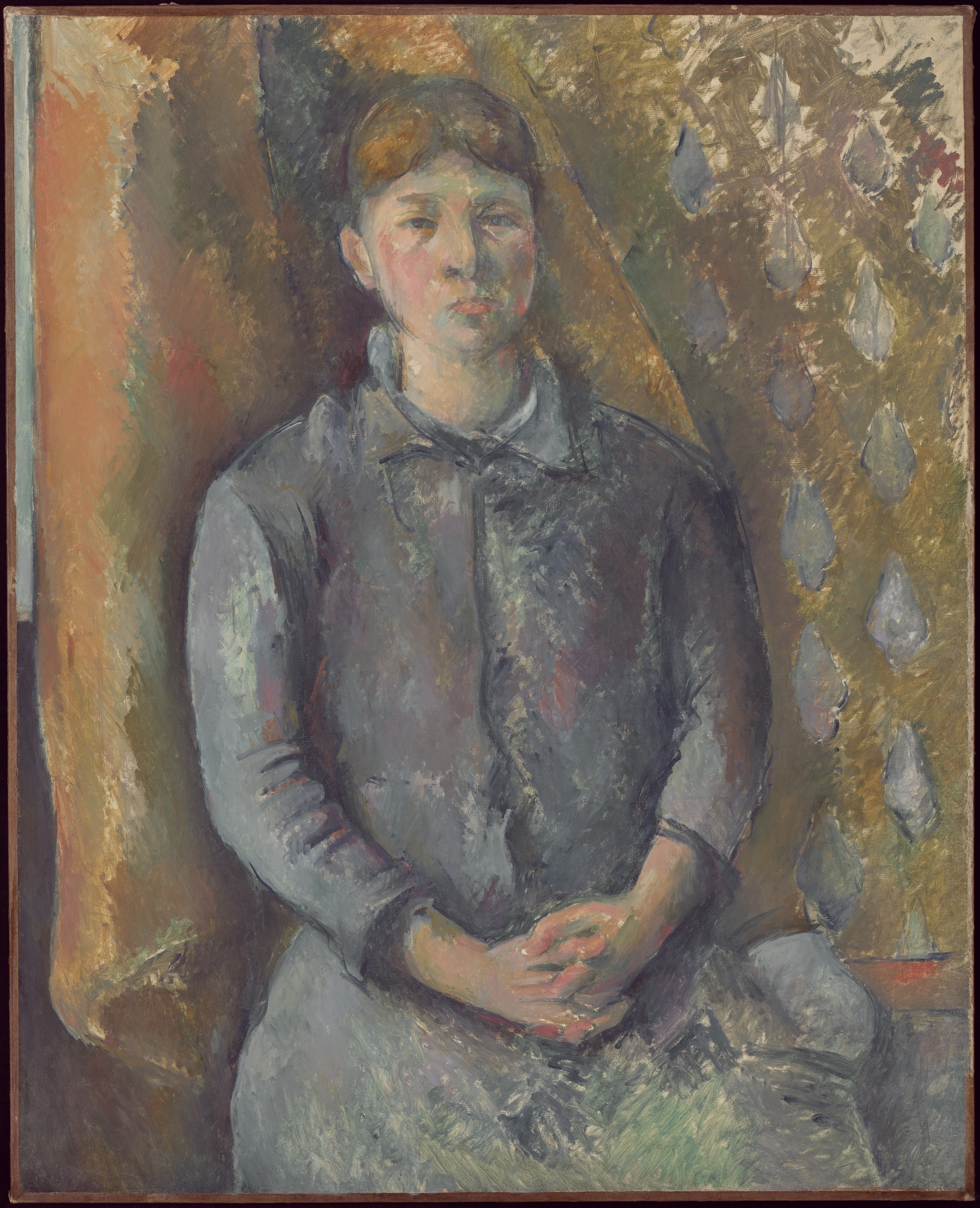
Madame Cézanne, kolem 1886, The Detroit Institute of Arts
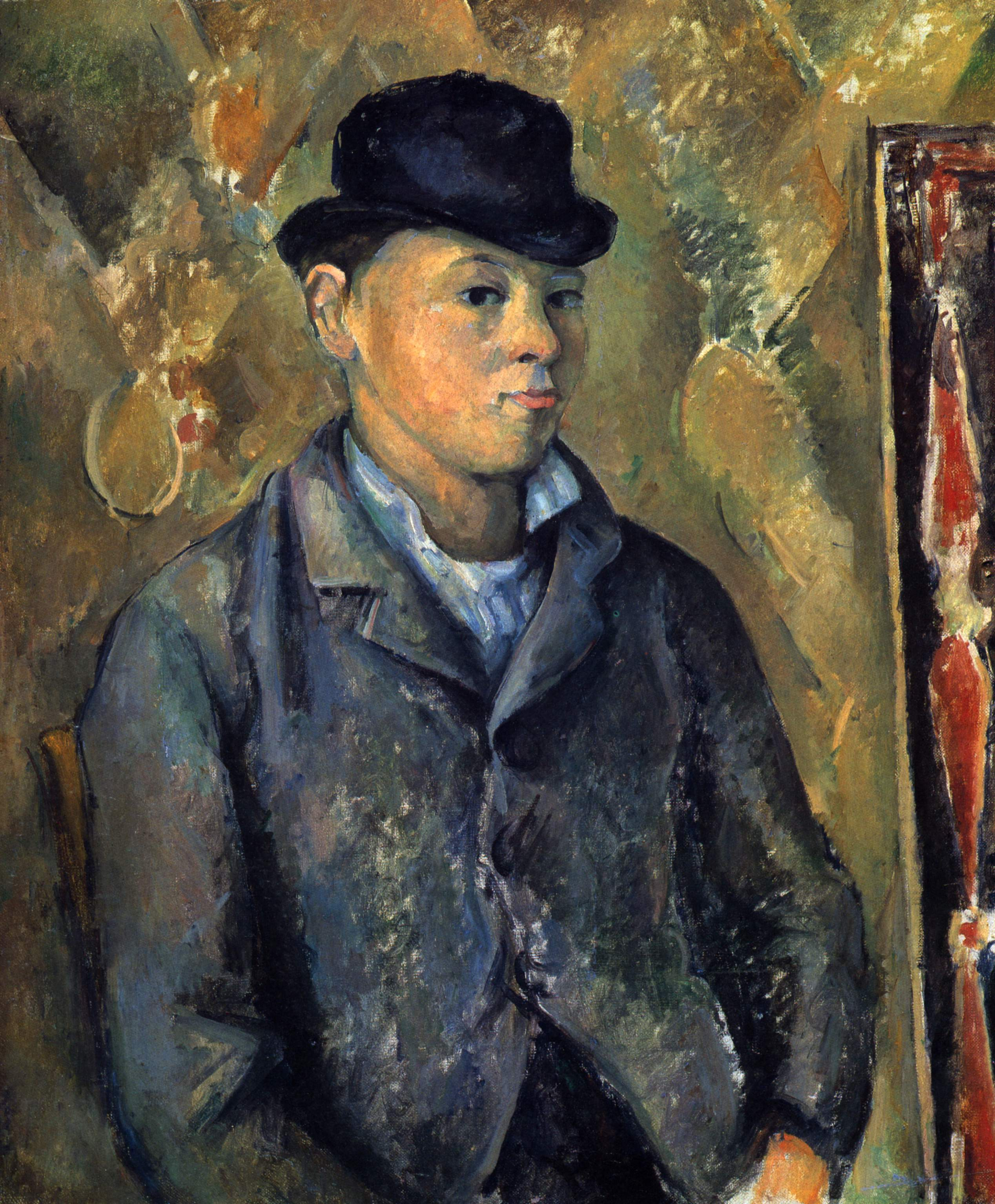
Portrét Cézannova syna 1888–1890, National Gallery of Art, Washington
Chlapec v červené vestě, 1888–1890, National Gallery of Art, Washington
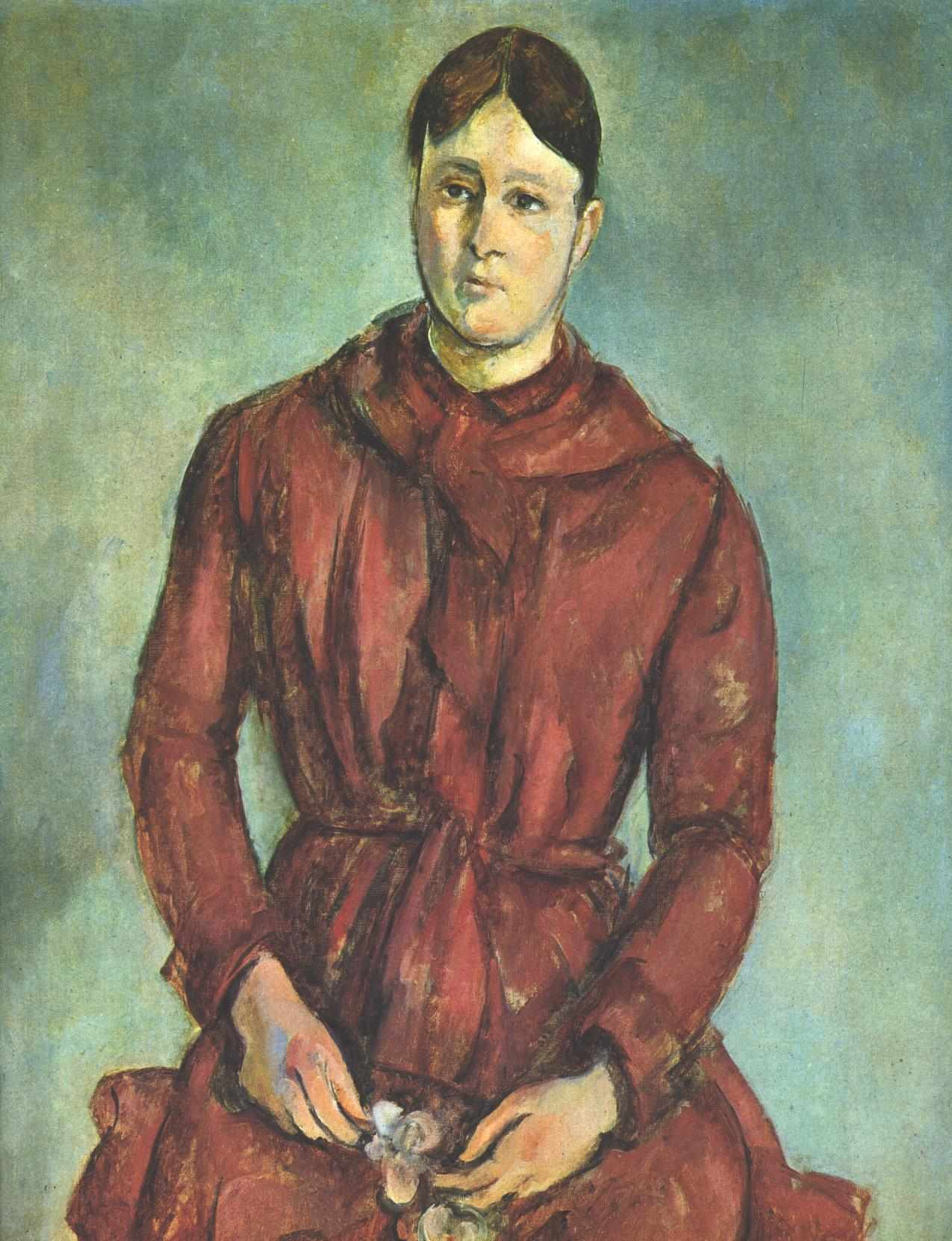
Madame Cézanne v červených šatech, c. 1890–1894, São Paulo Museum of Art
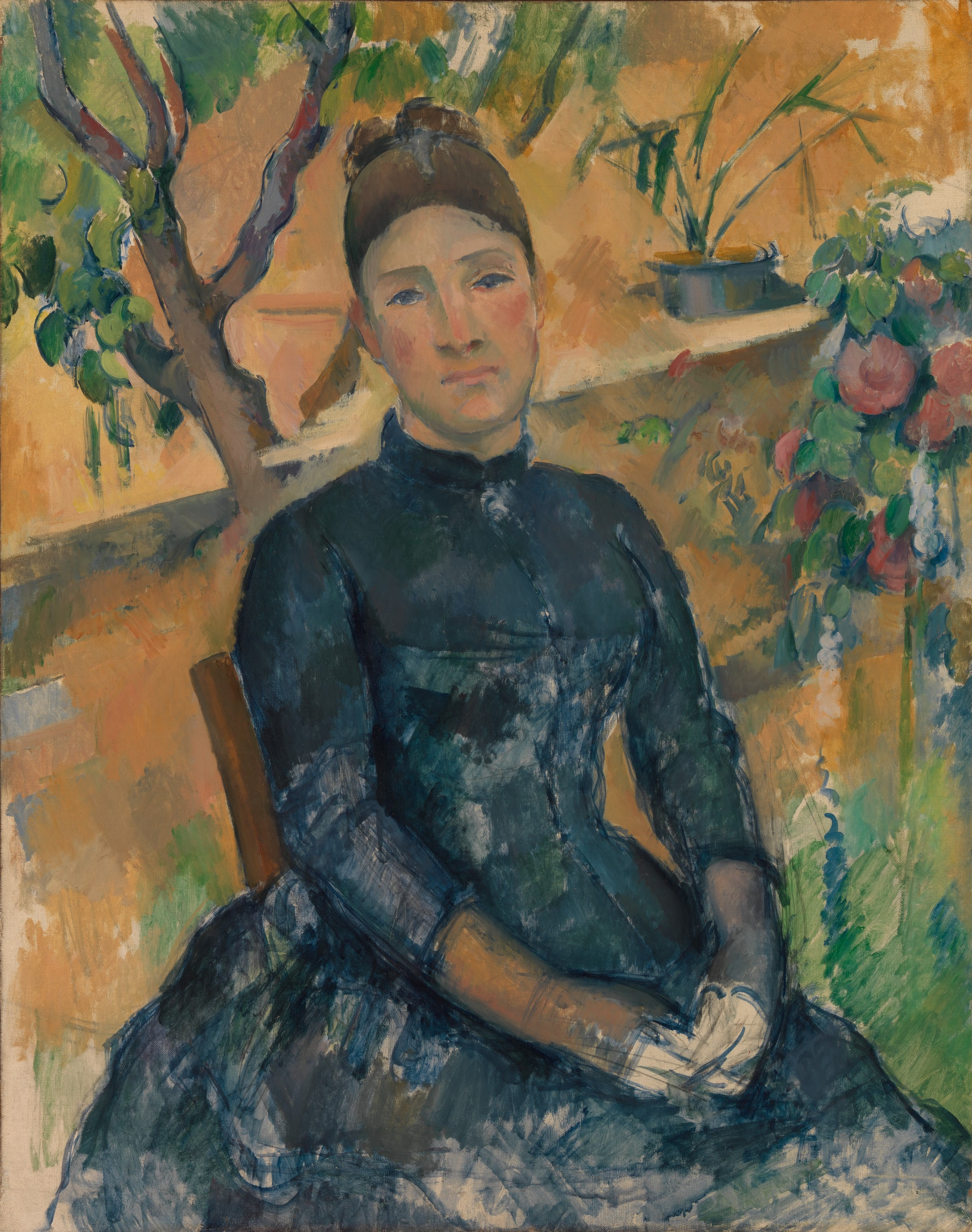
Madame Cézanne ve skleníku, 1891–1892, Metropolitní muzeum umění, New York
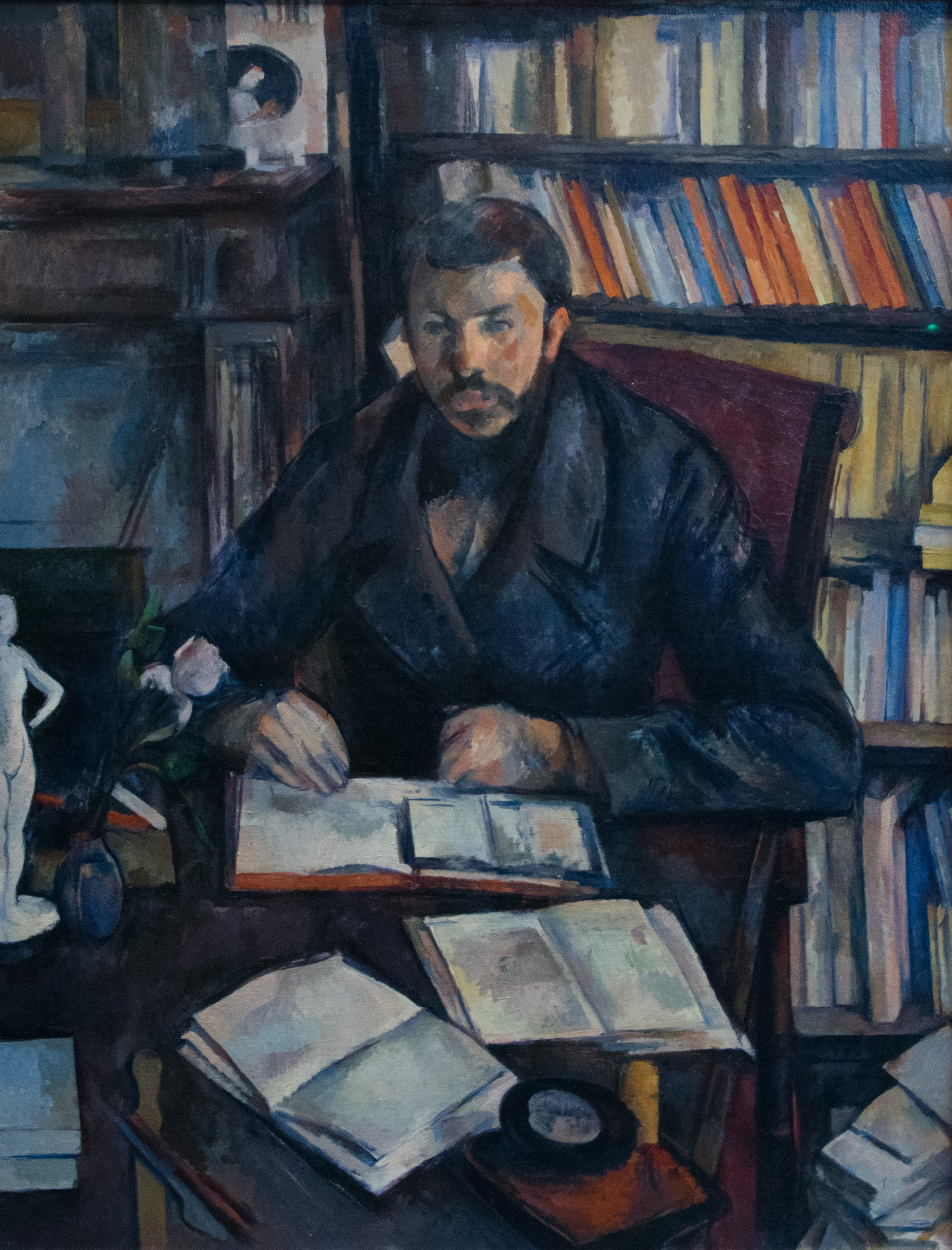
Portrét Gustava Geffroye, 1895, Muzeum Orsay, Paříž

#### Autoportréty

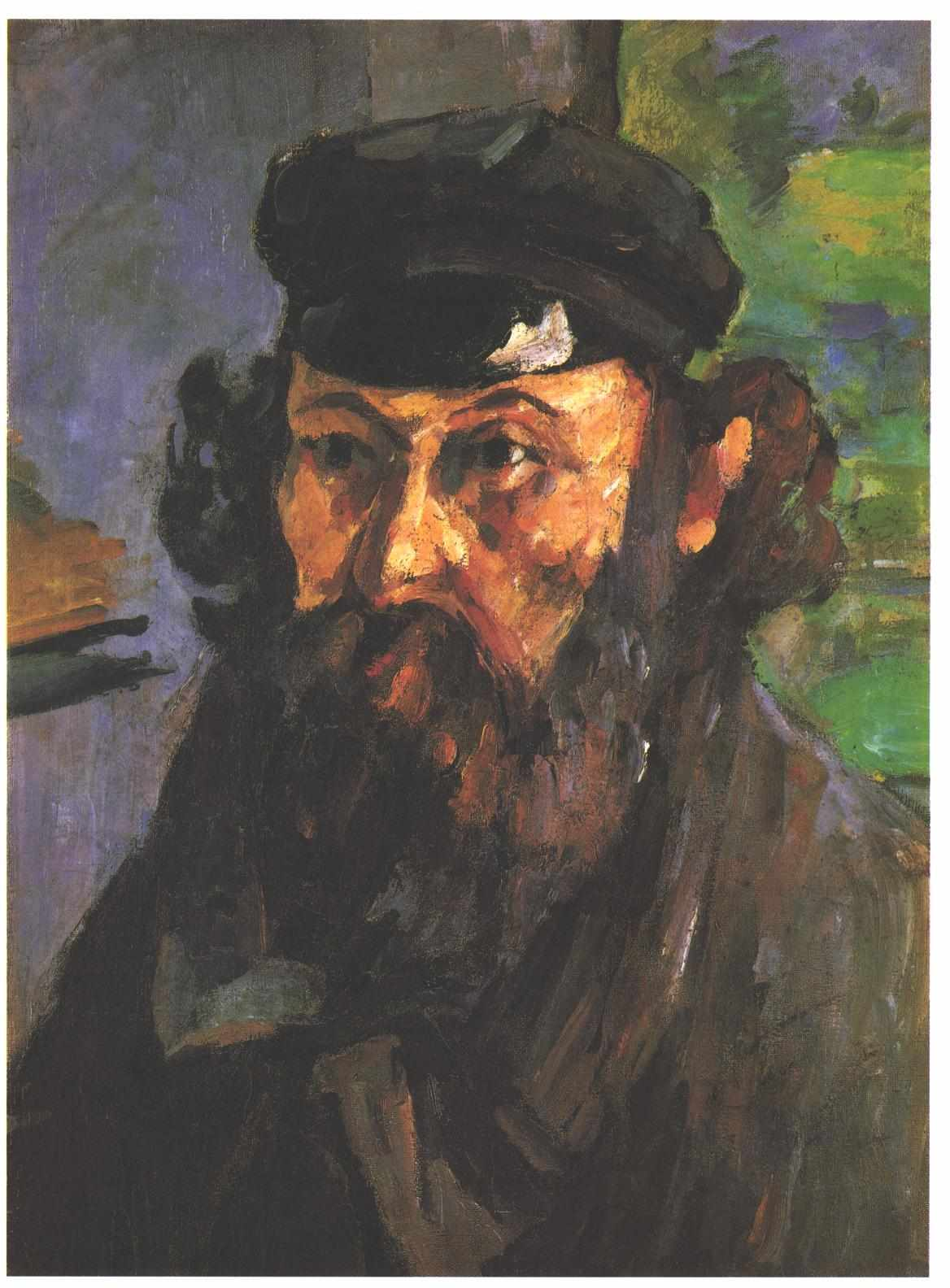
Autoportrét s čepicí, 1873–1875, Ermitáž, Petrohrad
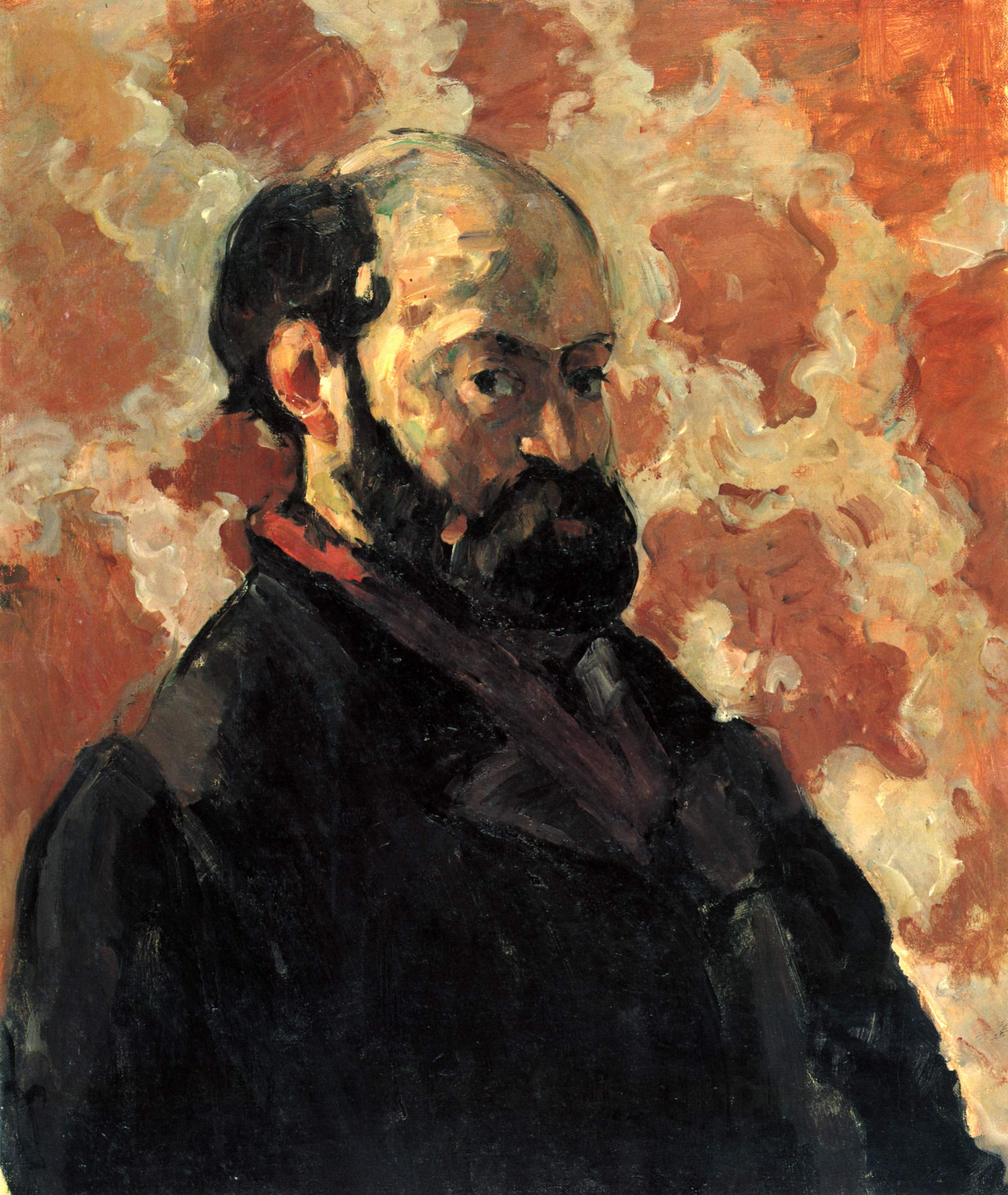
Autoportrét s růžovým pozadím, asi 1875, soukromá sbírka
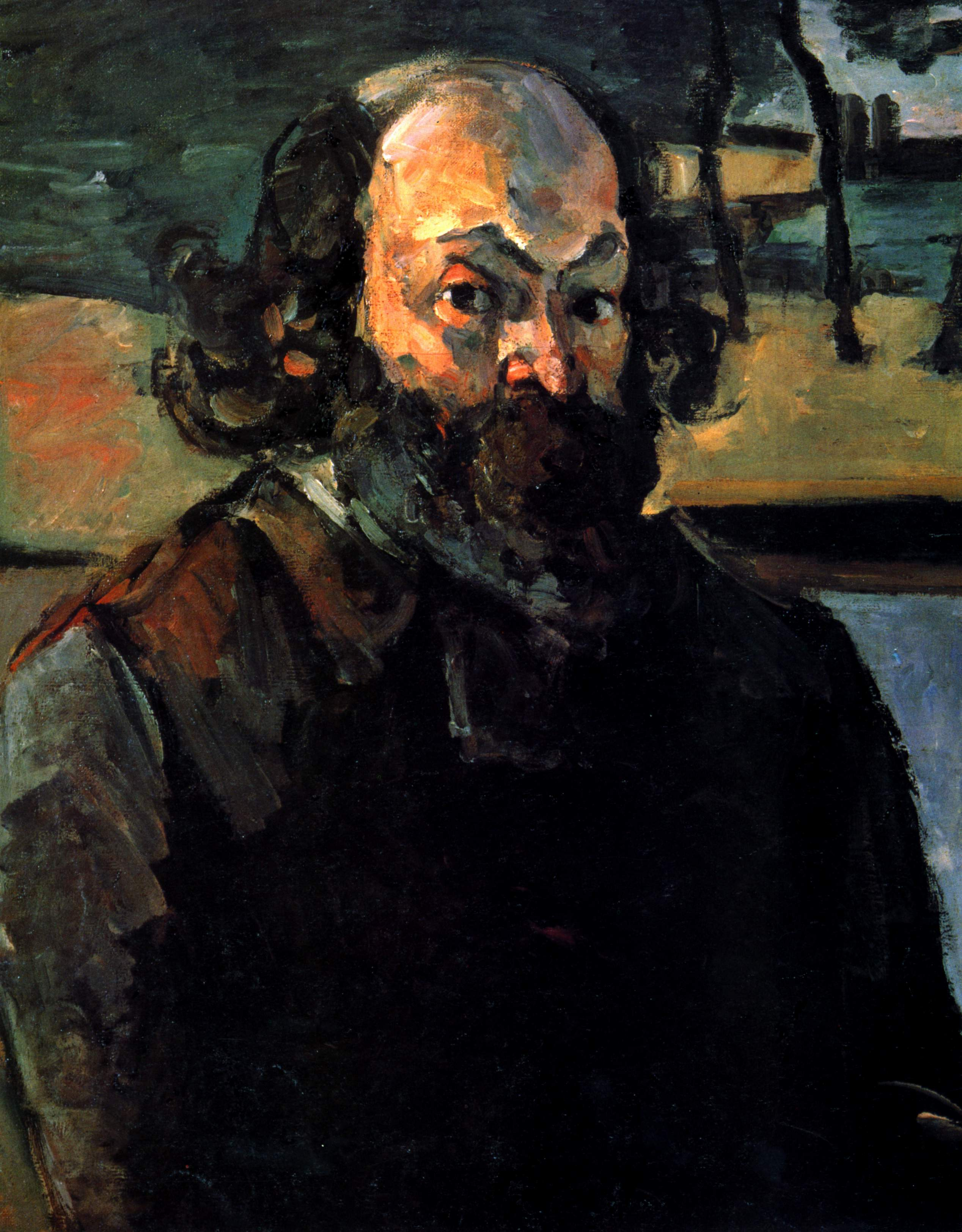
Autoportrét, 1875, Muzeum Orsay
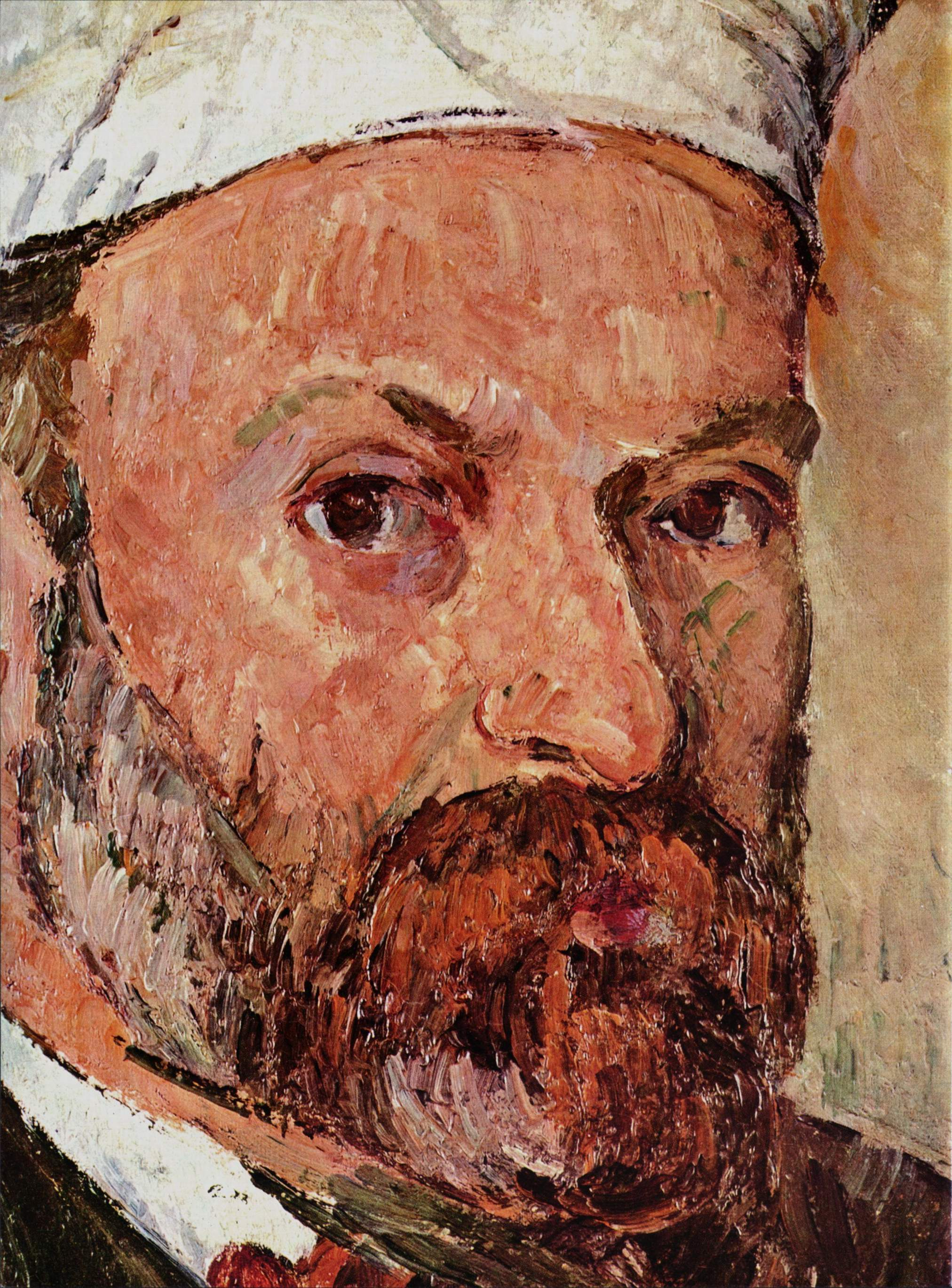
Autoportrét, 1875–1877, Neue Pinakotek, Mnichov
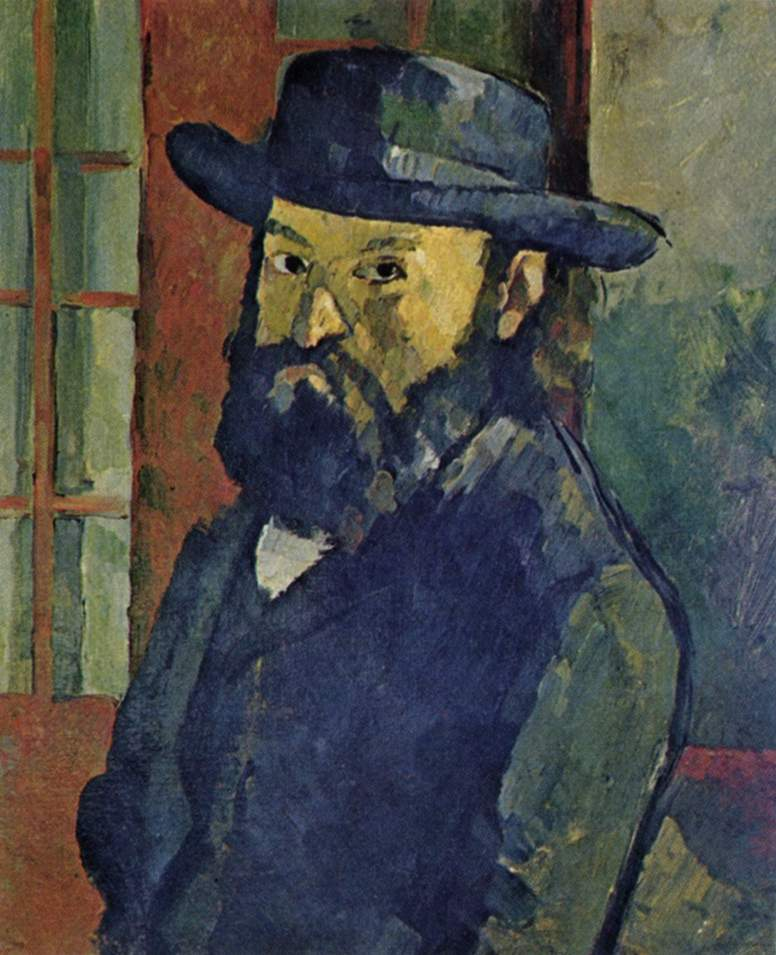
Autoportrét, 1879–1882, Kunstmuseum Bern
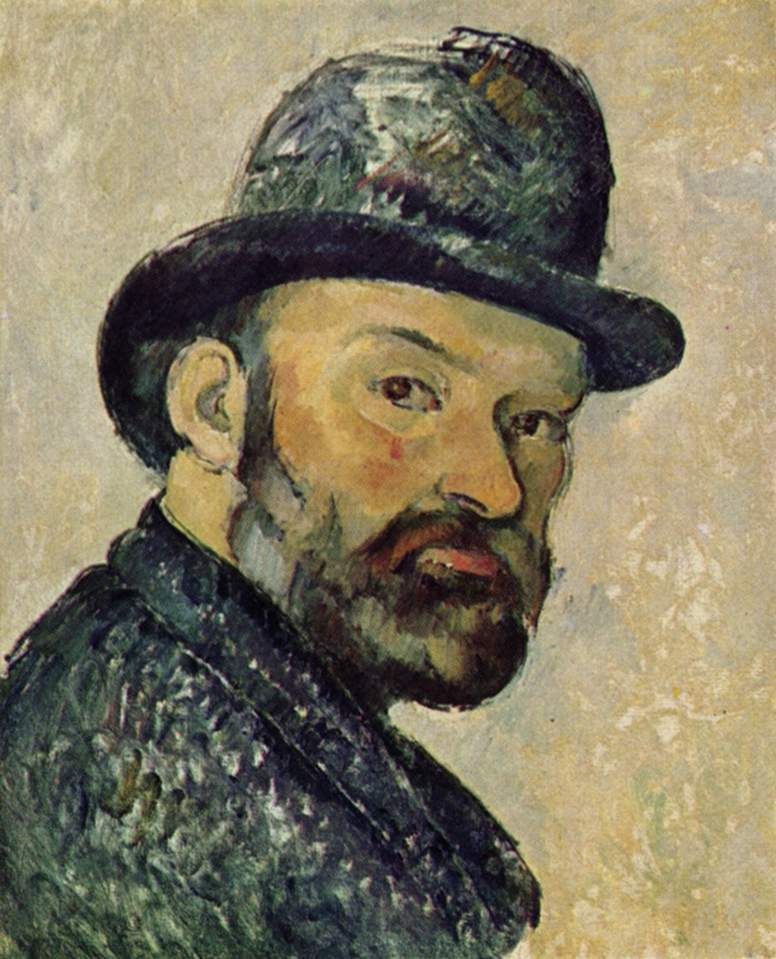
Autoportrét, 1883–1887, Nová glyptotéka Carlsbergu, Kodaň
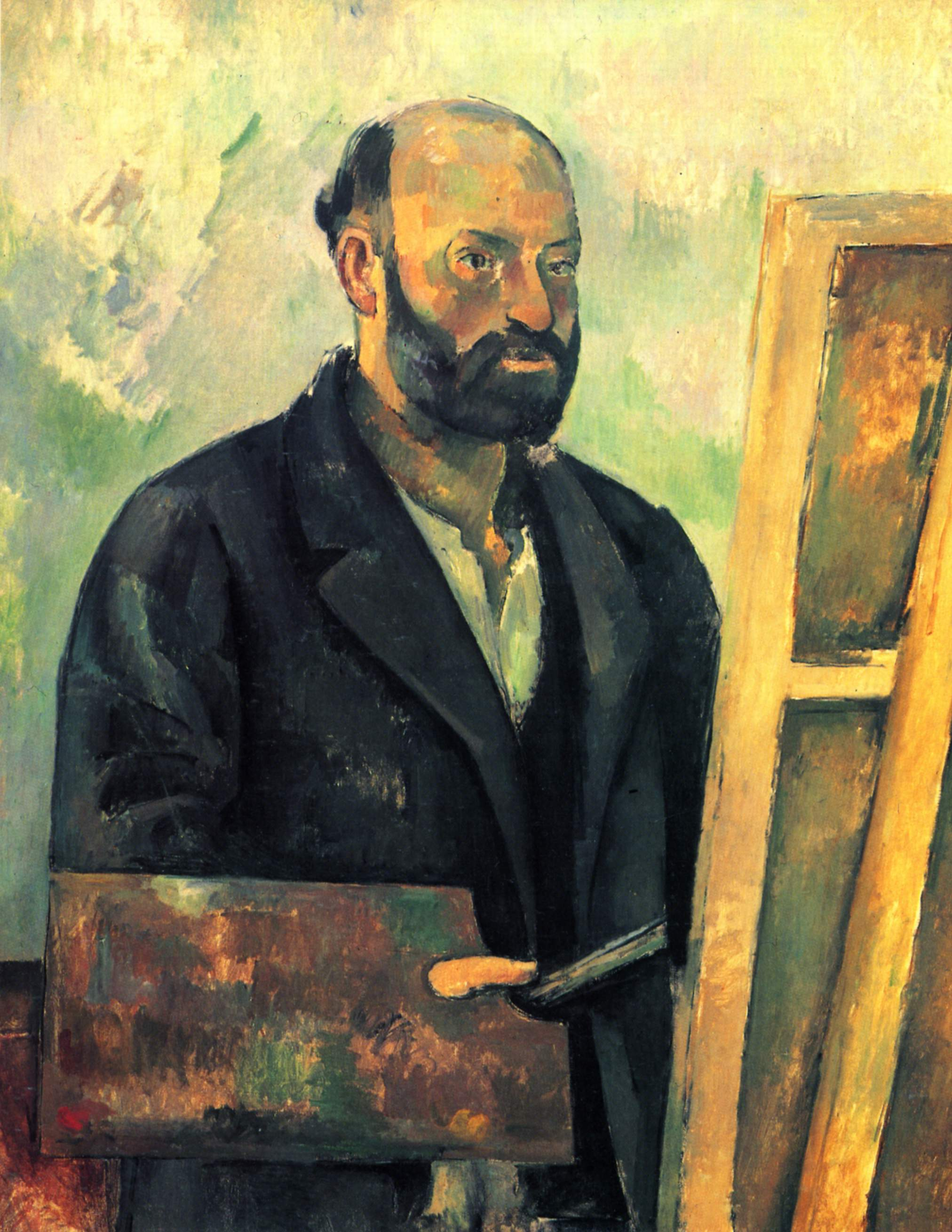
Autoportrét, asi 1890 sbírka E. G. Bührle, Curych
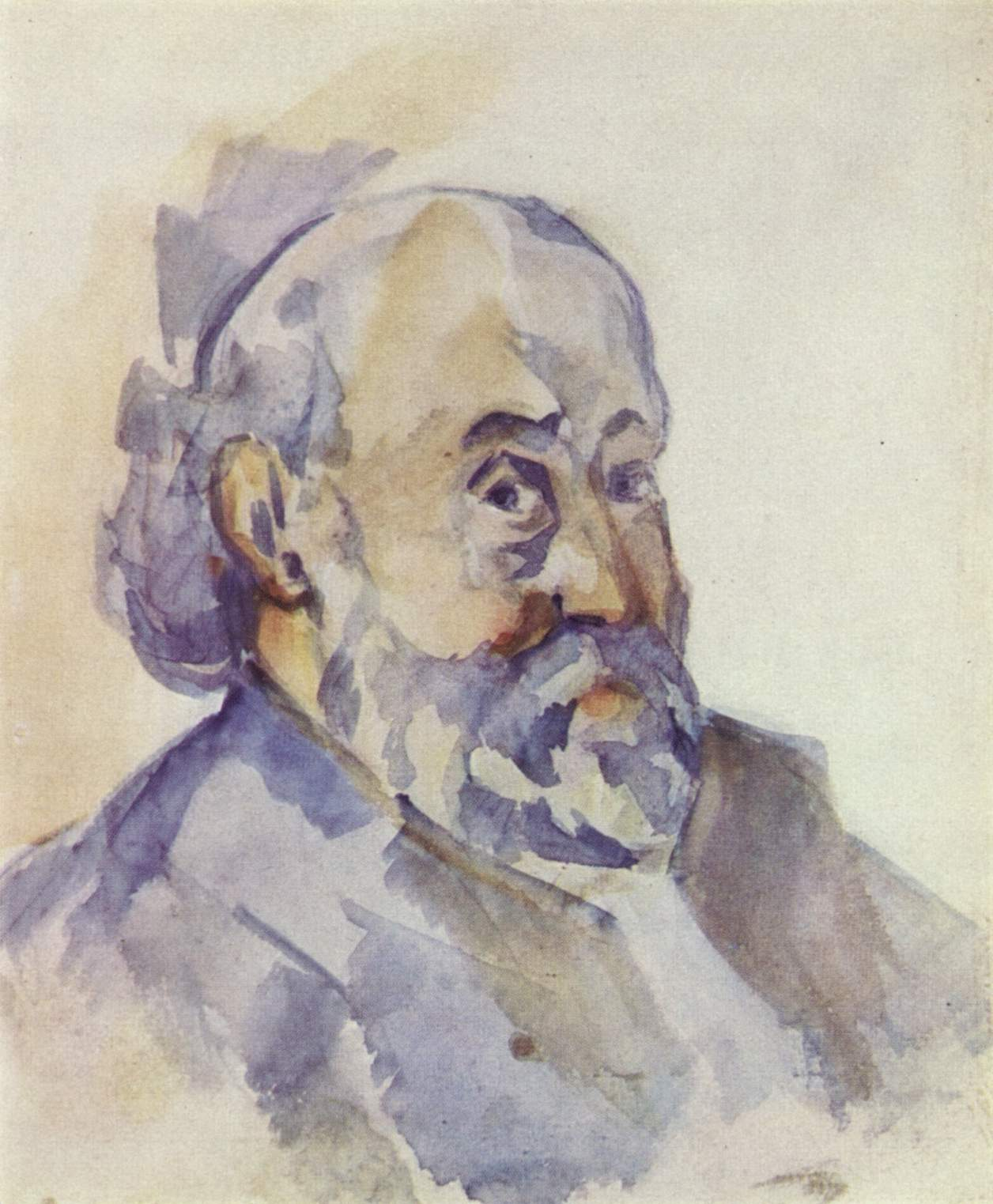
Autoportrét, asi 1895, sbírka Feilchenfeldt, Curych
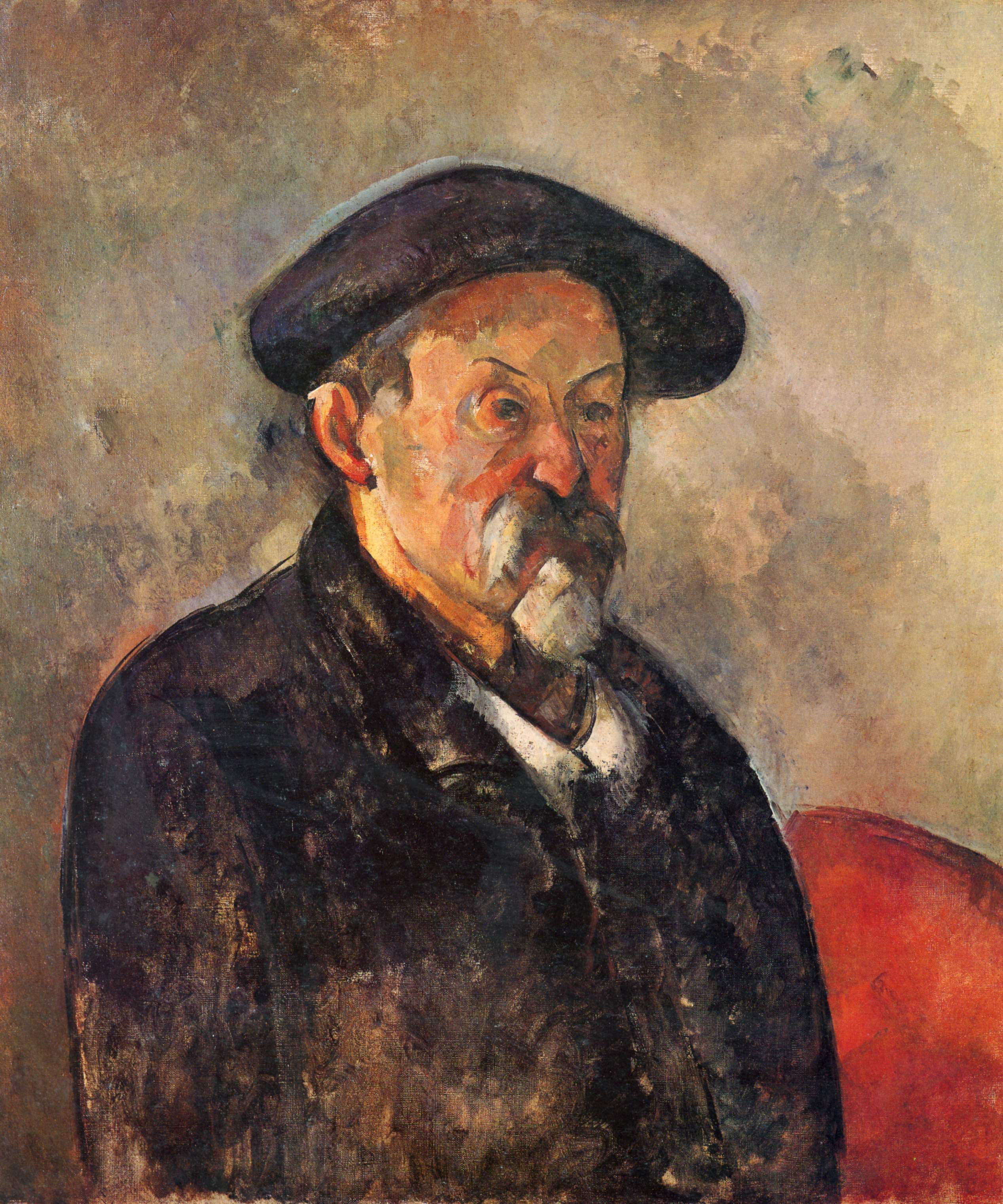
Autoportrét s baretem, 1898–1900, Muzeum výtvarného umění (Boston)

### Krajiny

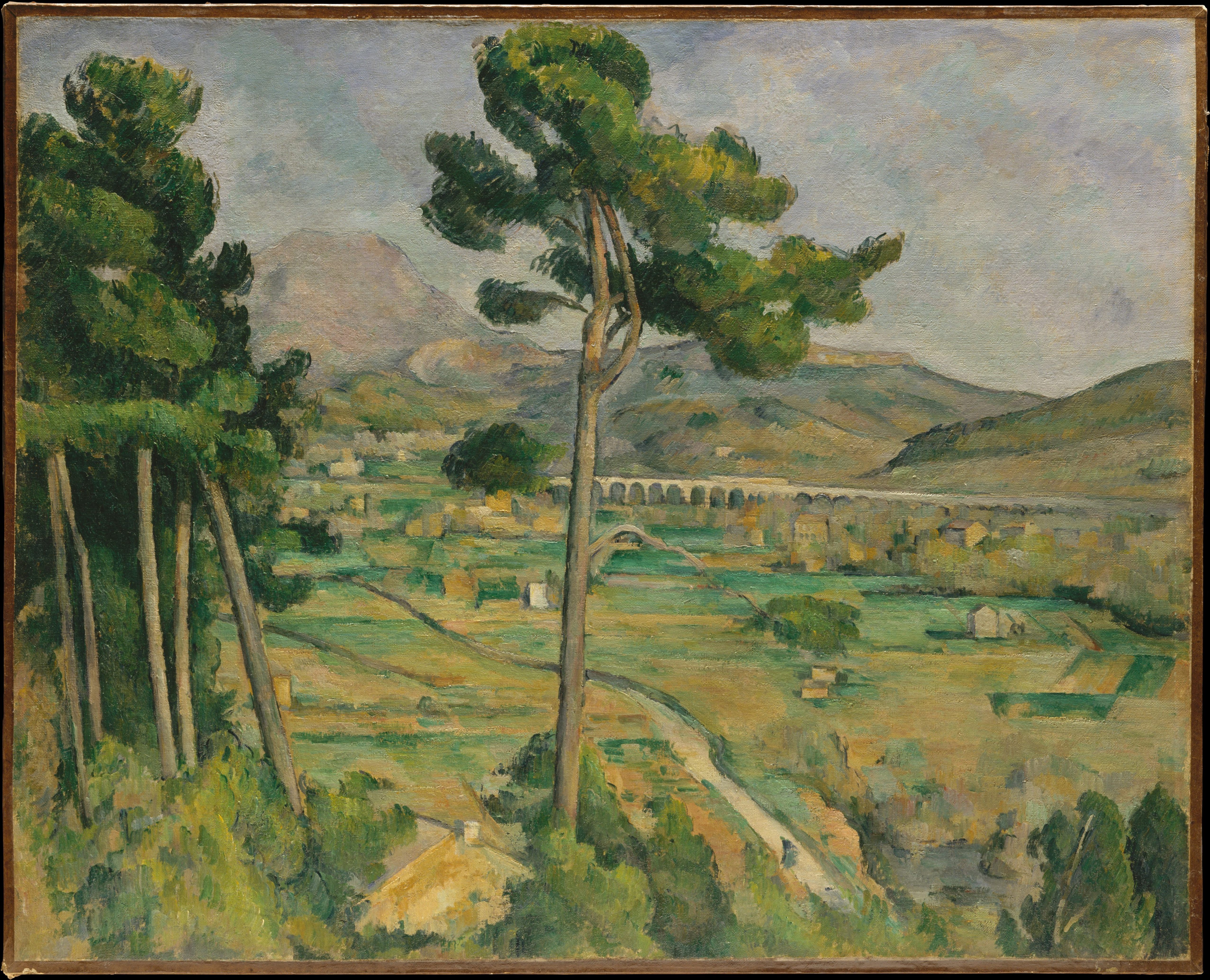
Mont Sainte-Victoire, 1882–1885, Metropolitní muzeum umění, New York
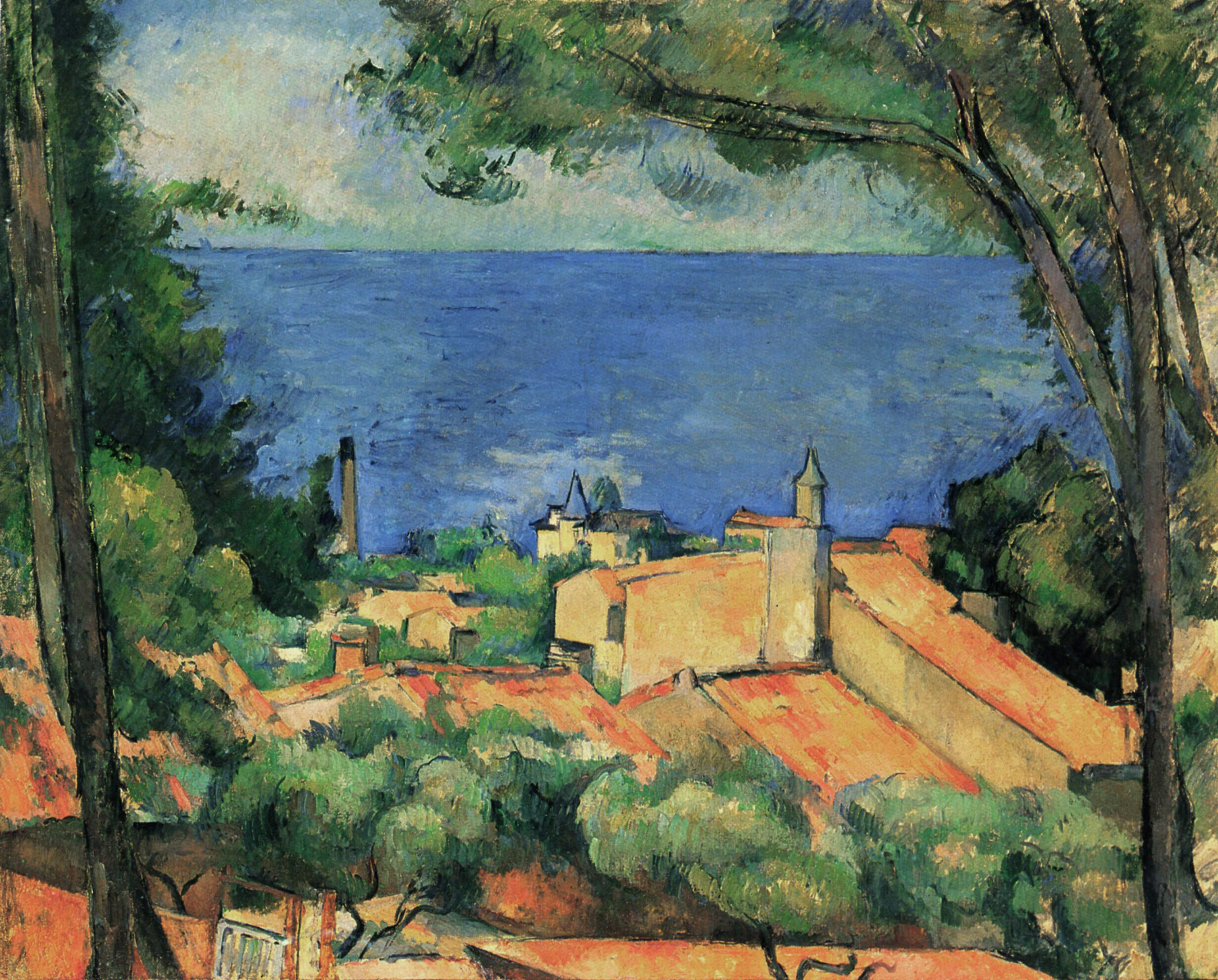
L'Estaque, 1883–1885, soukromá sbírka
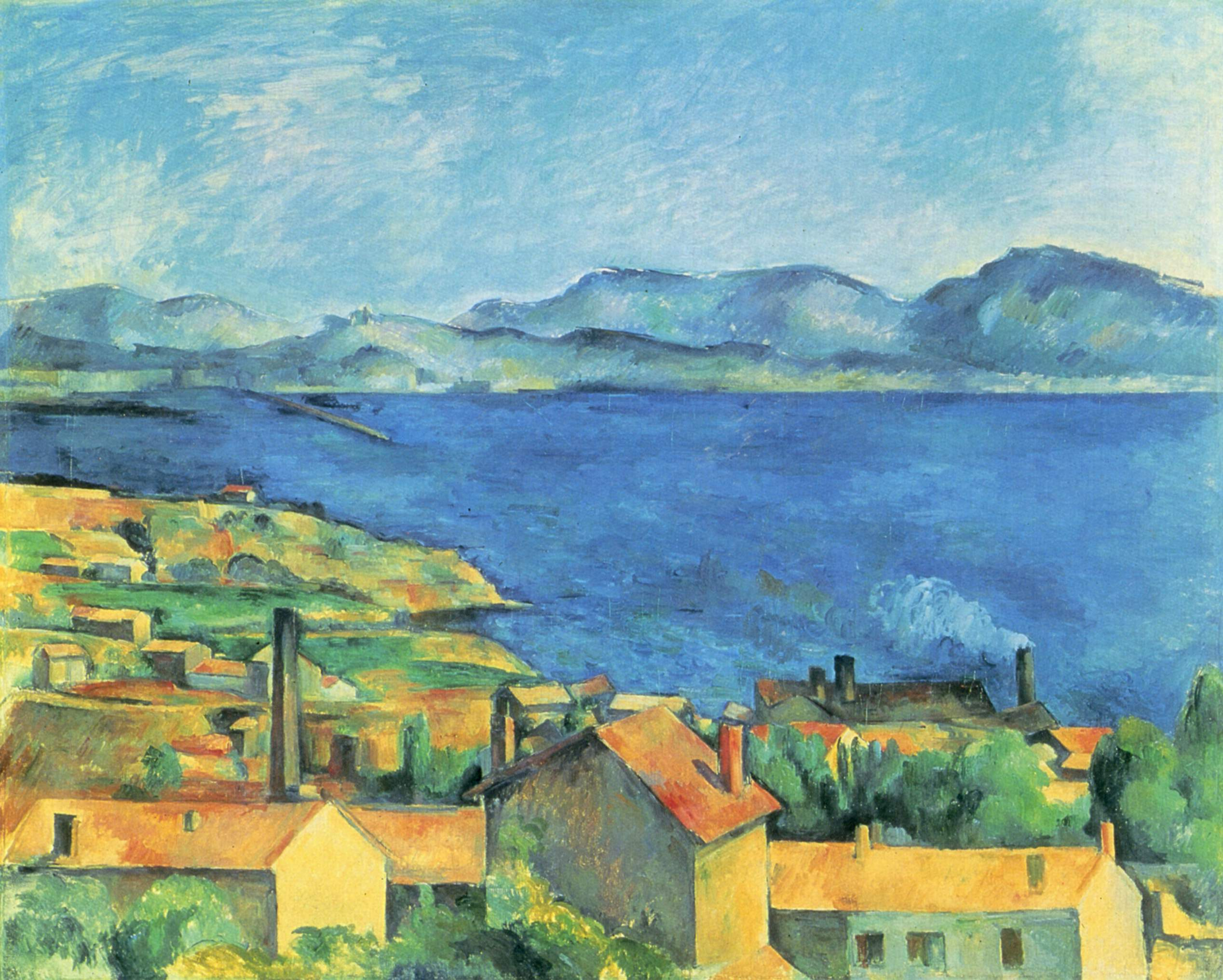
Zátoka v Marseilles, pohled z L'Estaque, 1885, Institut umění v Chicagu
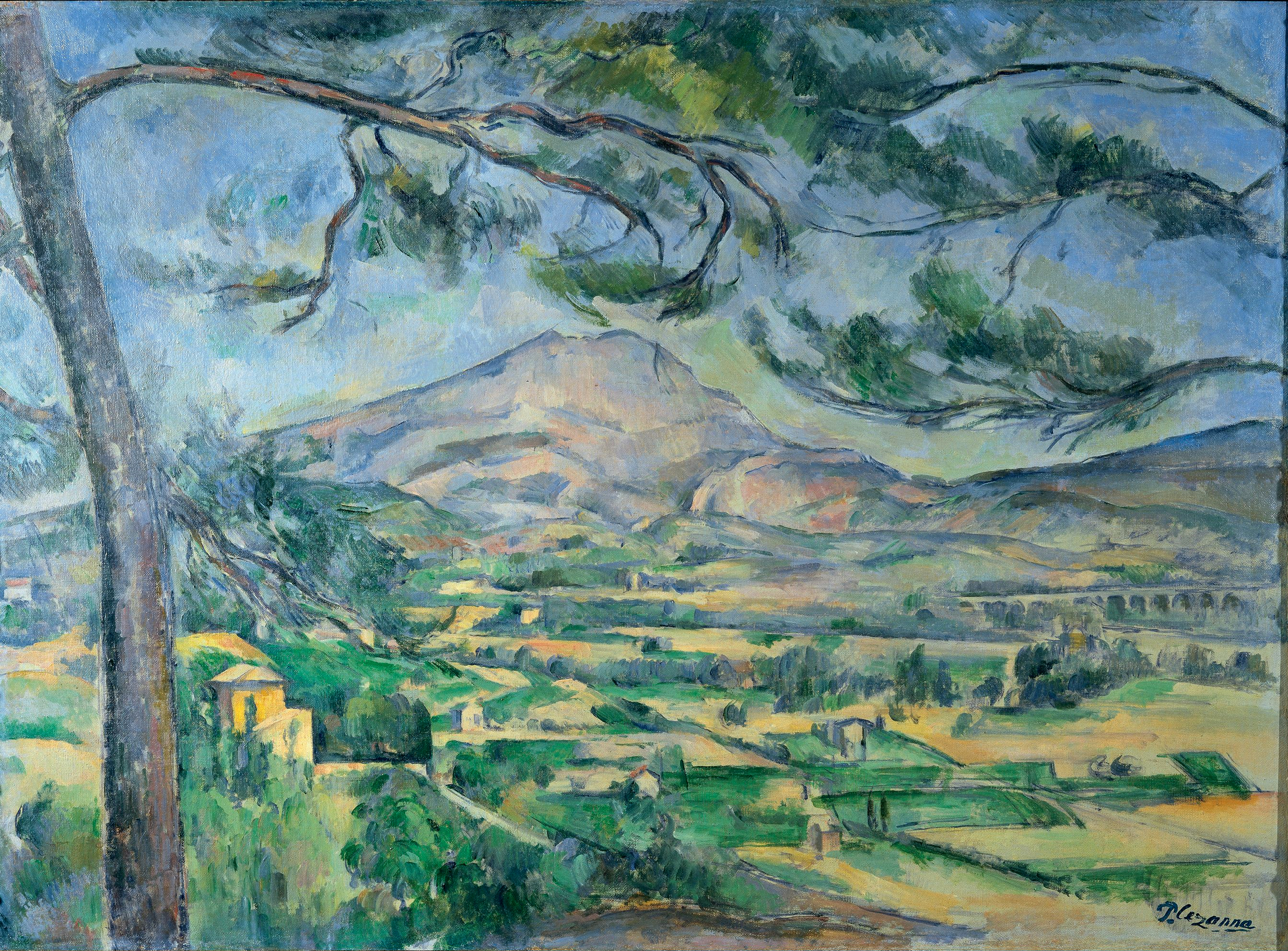
Mont Sainte-Victoire, 1885–1887, Courtauld Institute of Art, Londýn
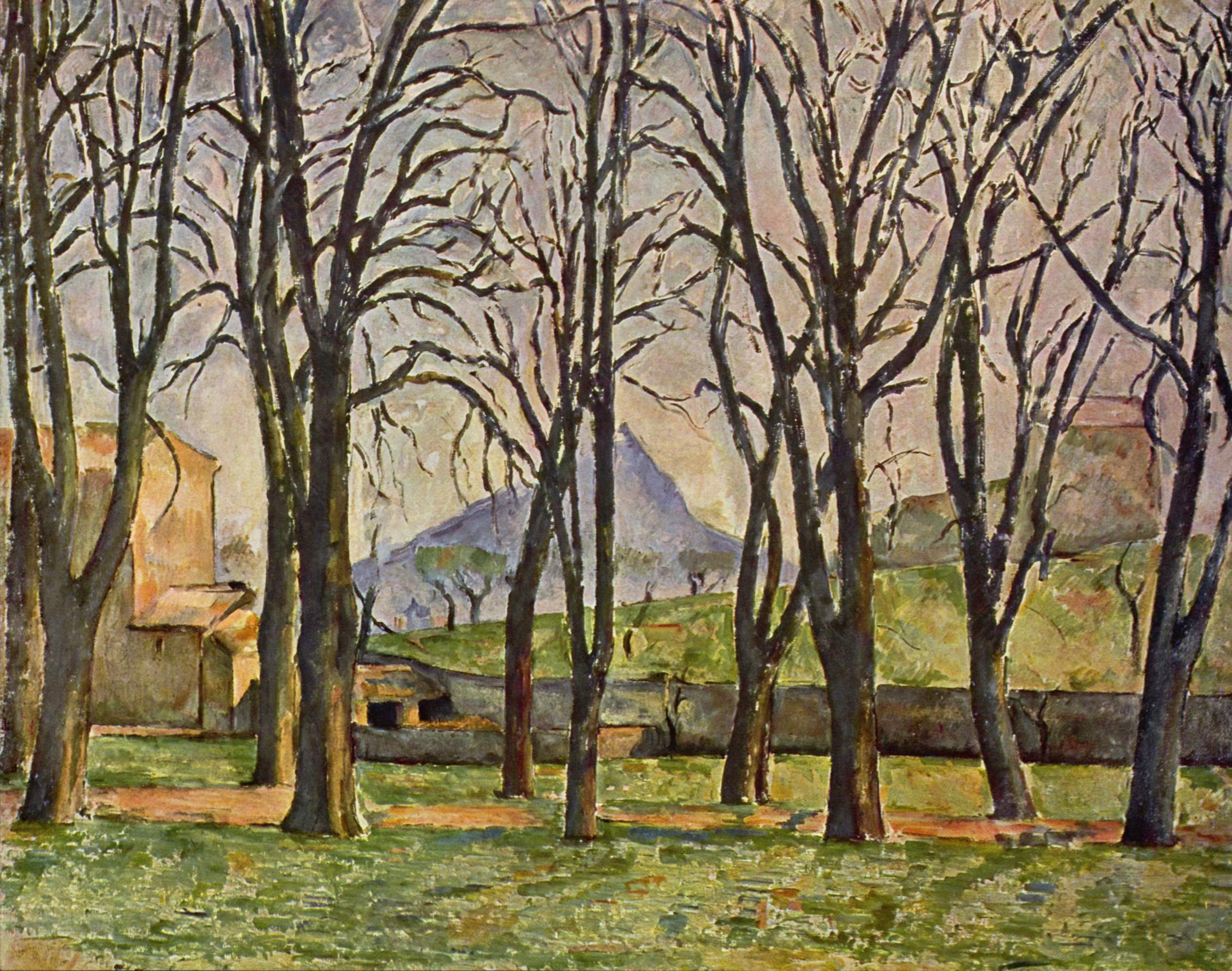
Kaštany v Jas de Bouffan, 1885–1887, Minneapolis Institute of Art
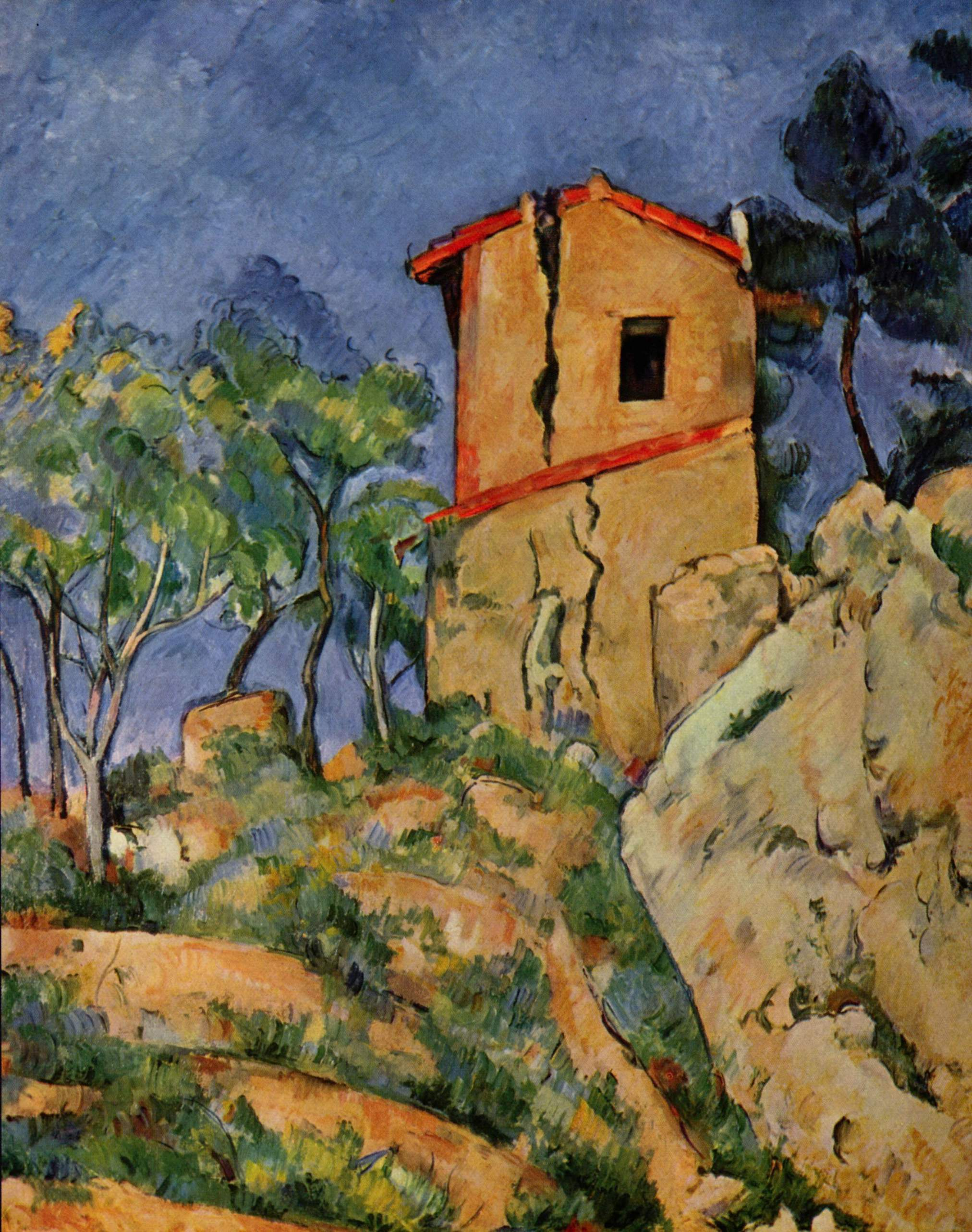
Dům s trhlinami ve zdech, 1892–1894, Metropolitní muzeum umění, New York
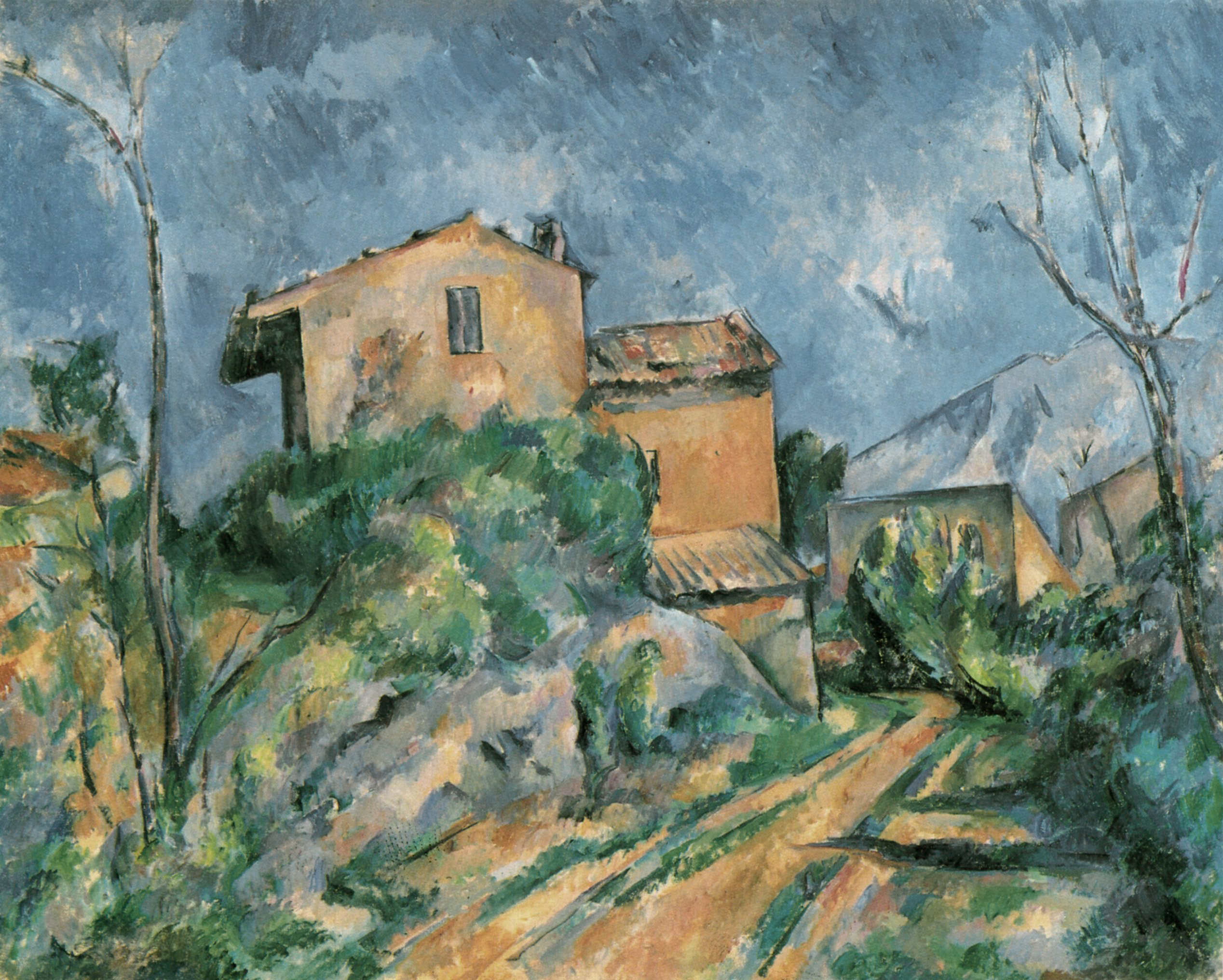
Maison Maria na cestě do Château Noir, 1895, Kimbell Art Museum, Fort Worth
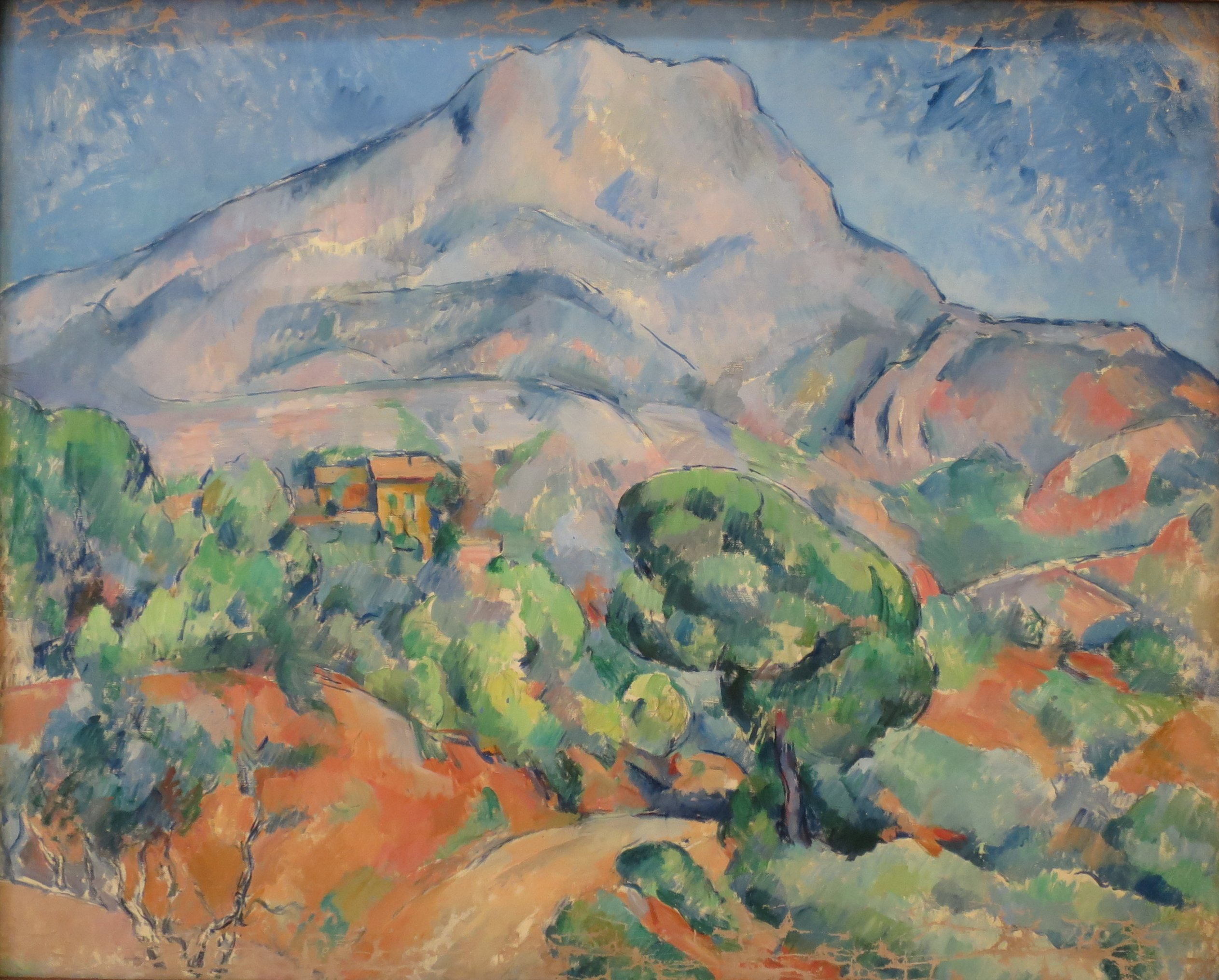
Cesta pod horou Sainte-Victoire, 1898–1902, Ermitáž, Petrohrad
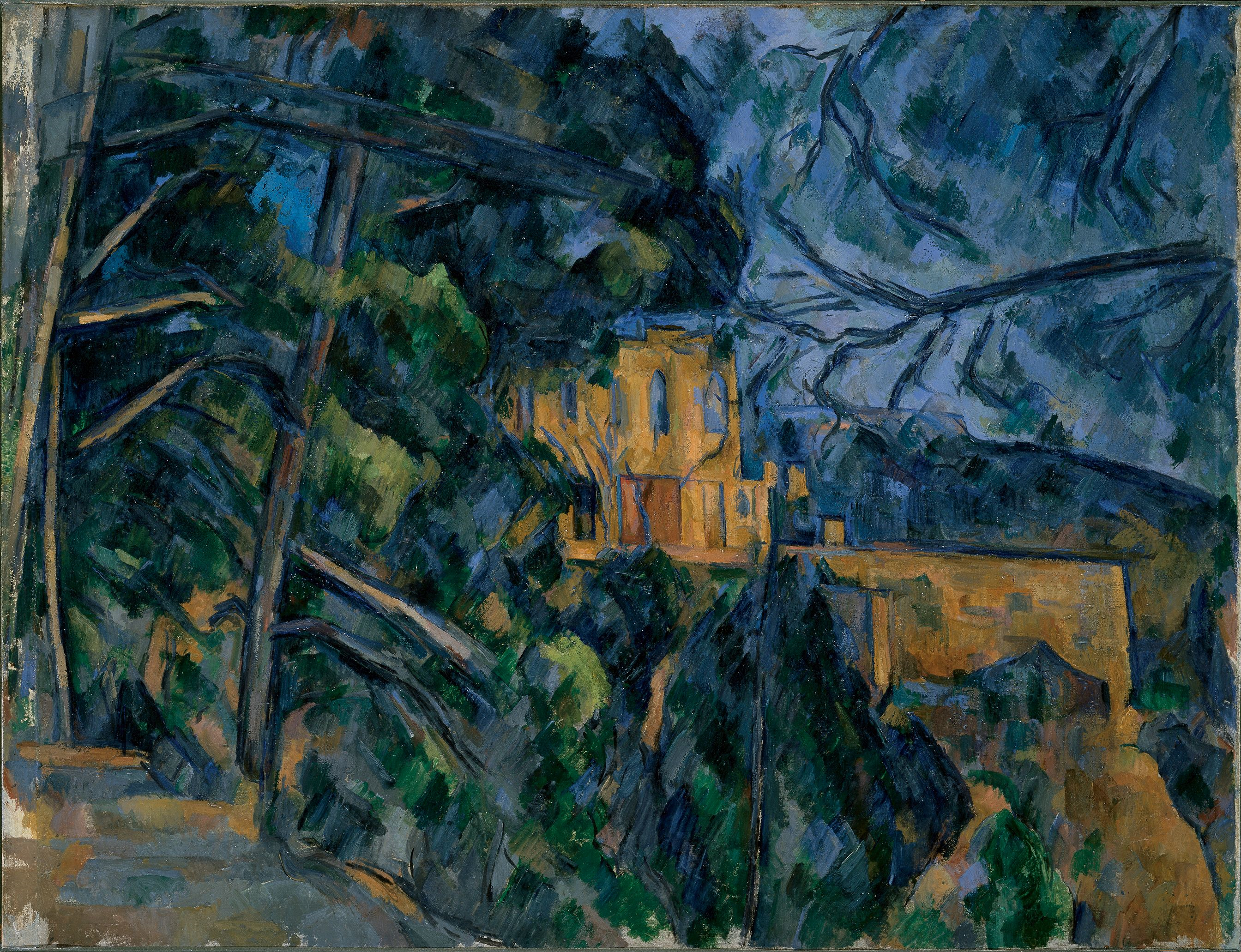
Château Noir, 1900–1904, National Gallery of Art

#### Různé náměty

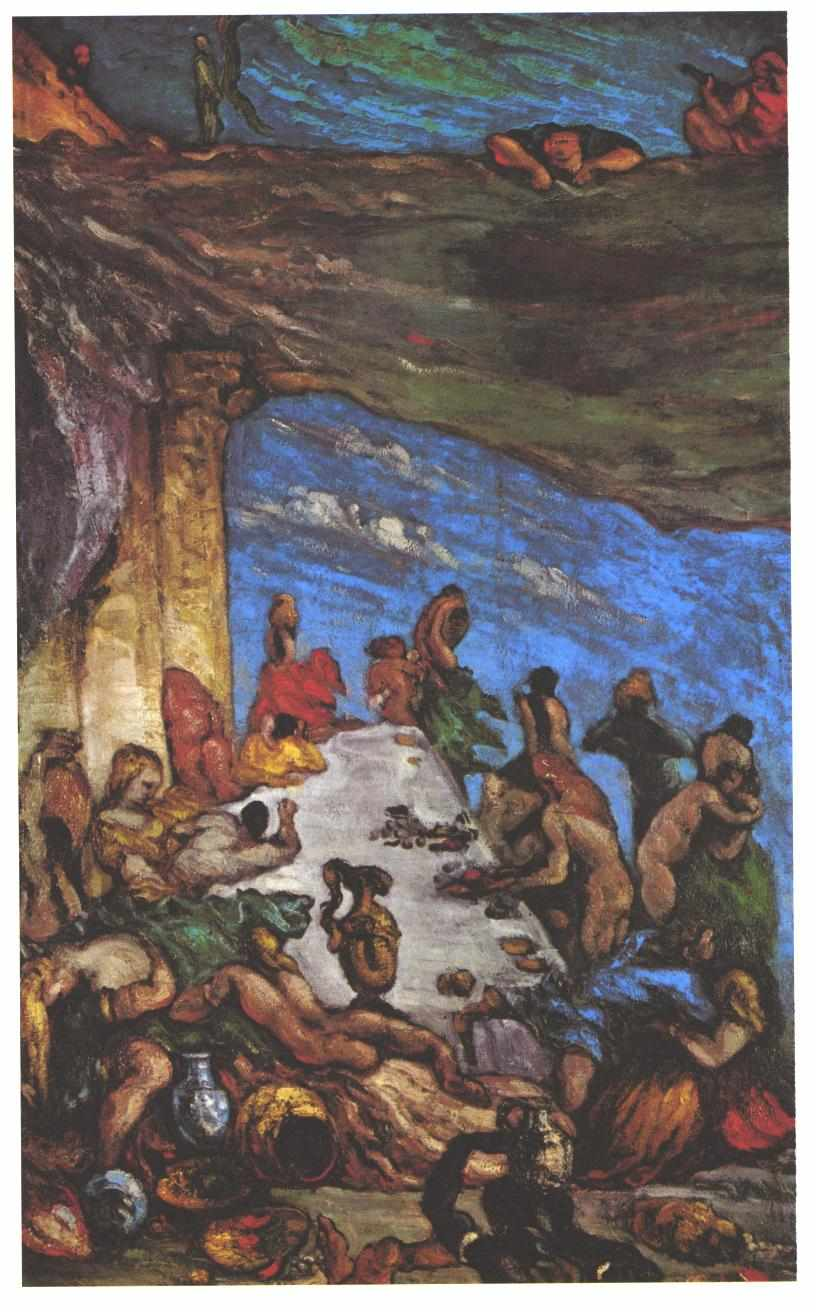
Orgie, 1864–1868, soukromá sbírka
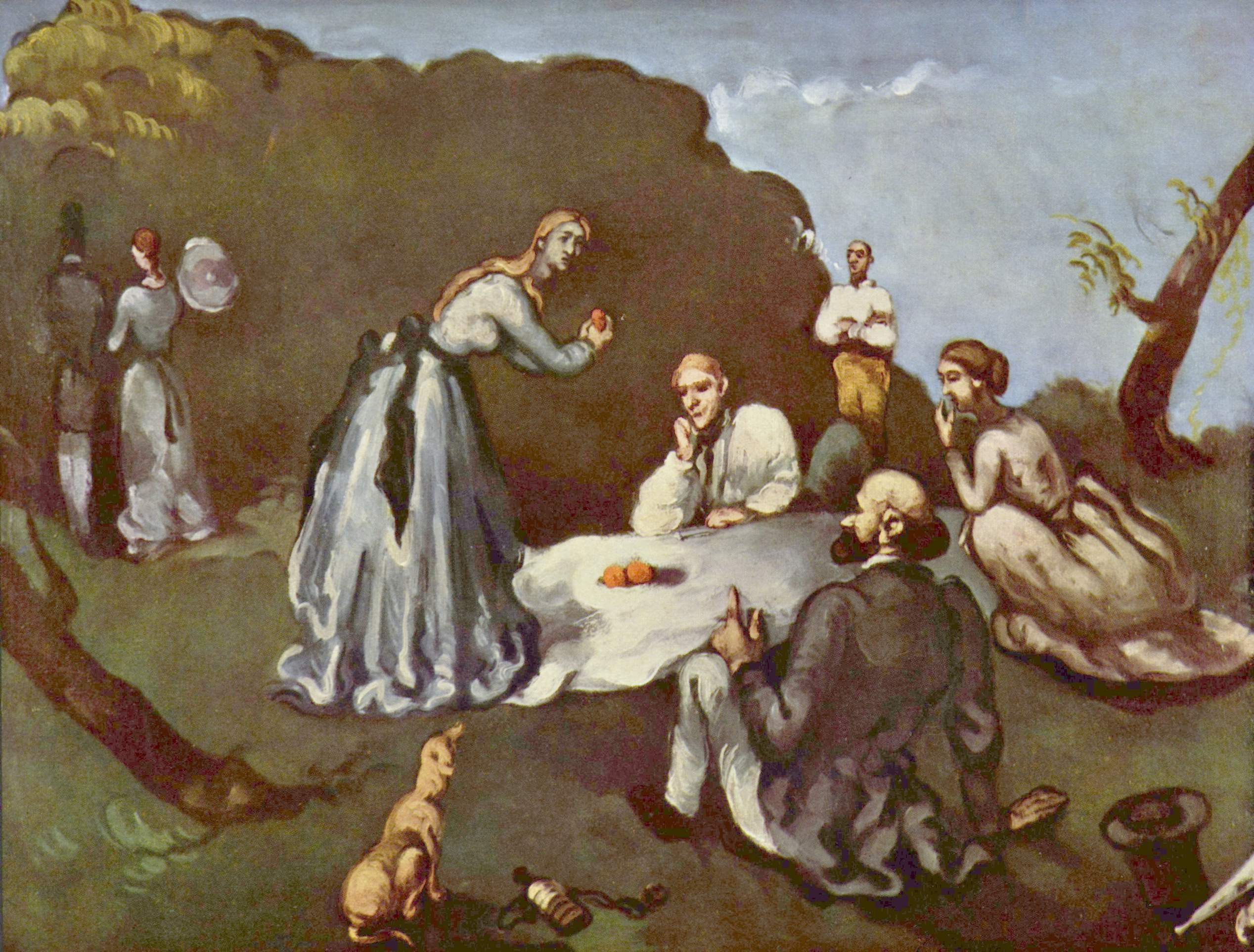
Snídaně v trávě, asi 1869, sbírka R. Lecomte, Paříž
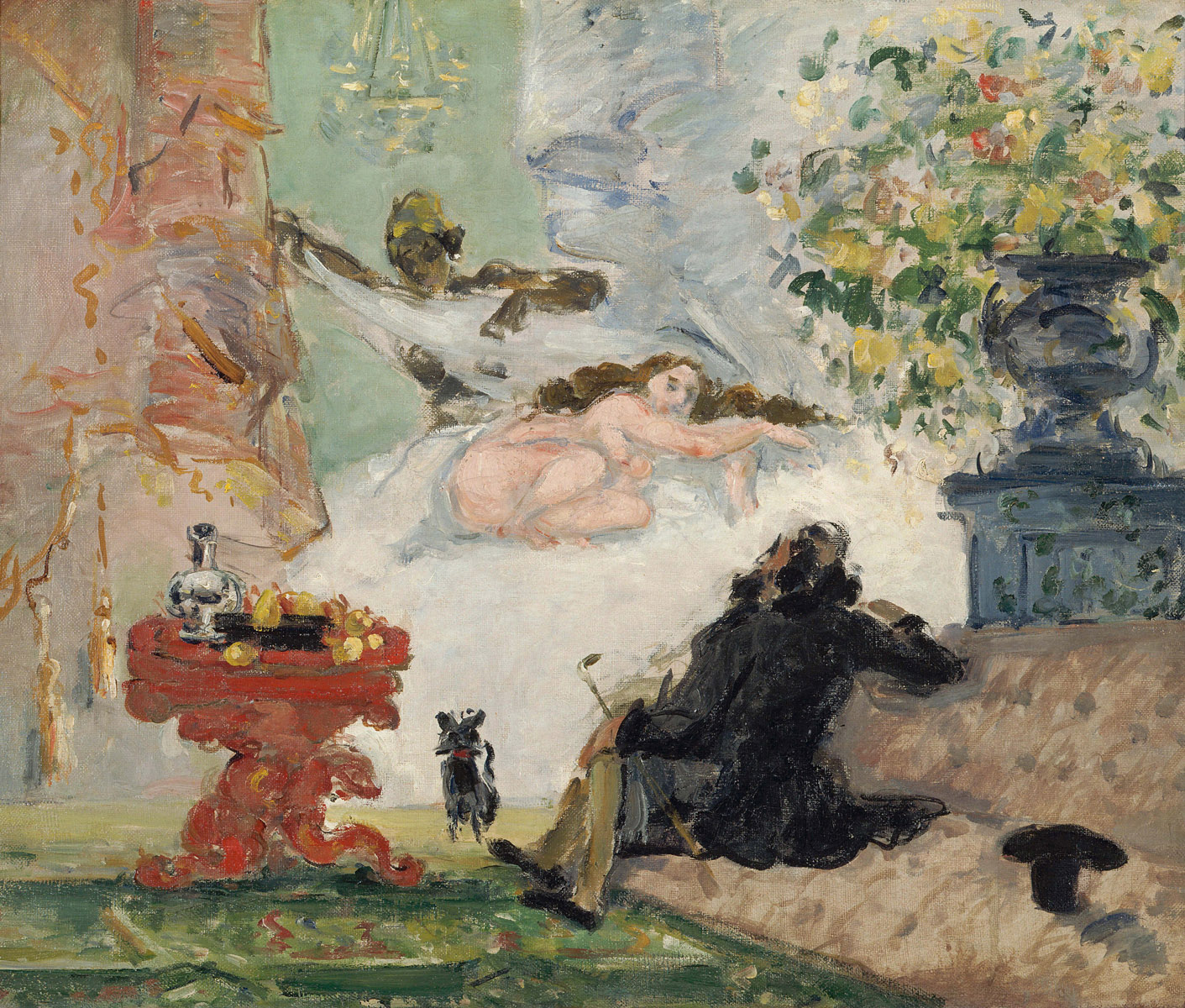
Moderní Olympie, 1873–1874, Muzeum Orsay, Paříž
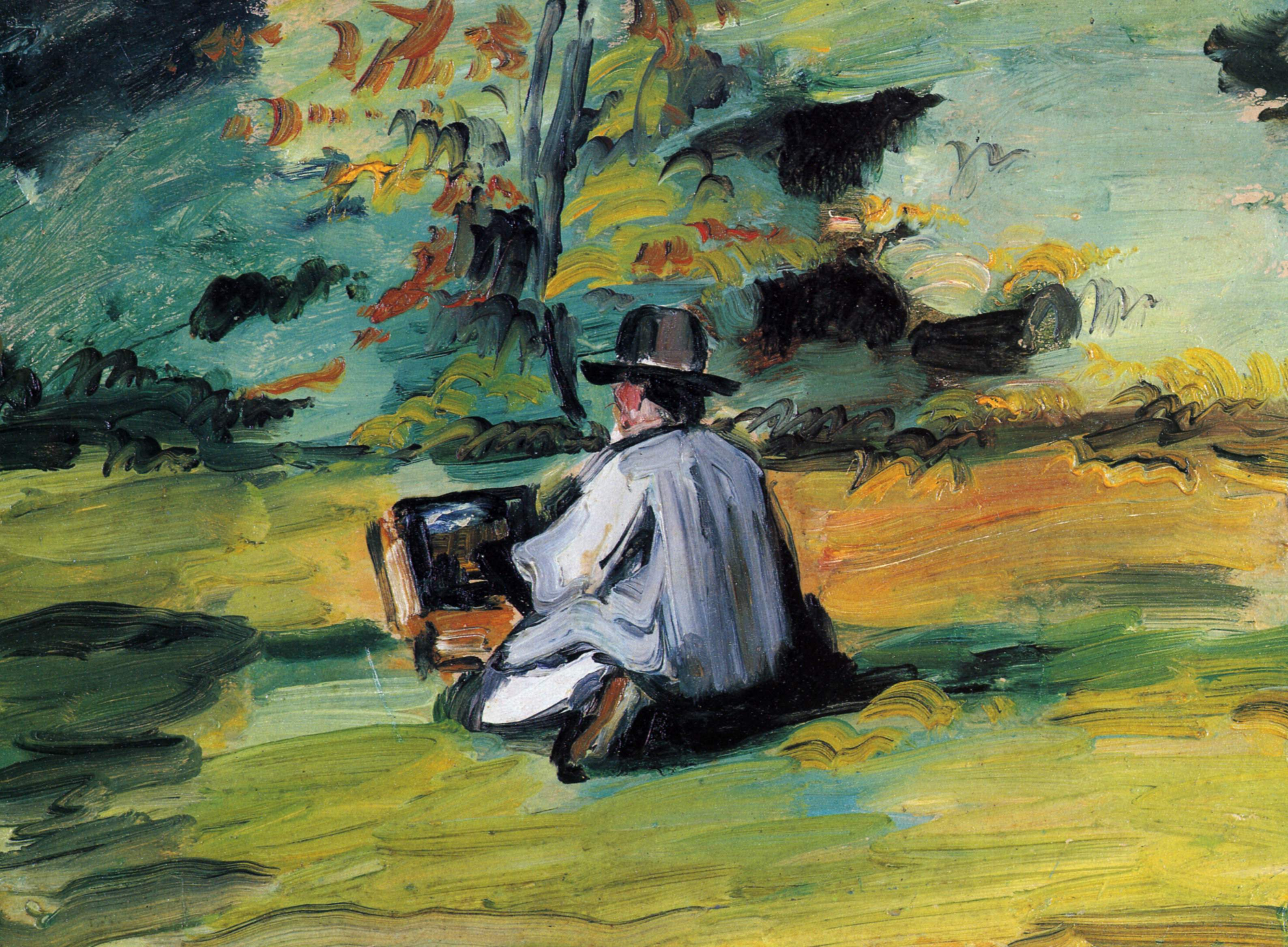
Malíř při práci, 1874–1875, soukromá sbírka
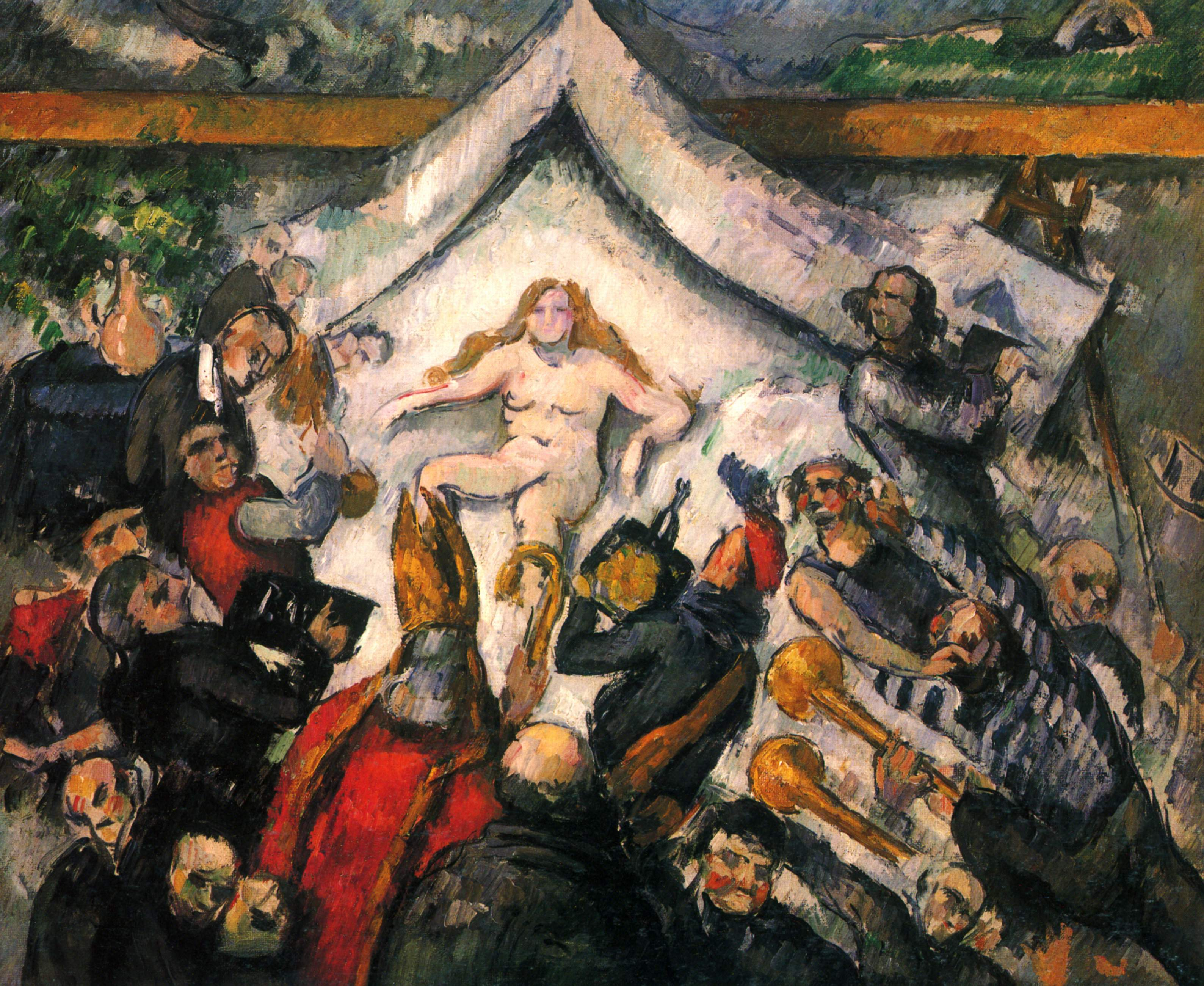
Věčná žena, asi 1877, soukromá sbírka
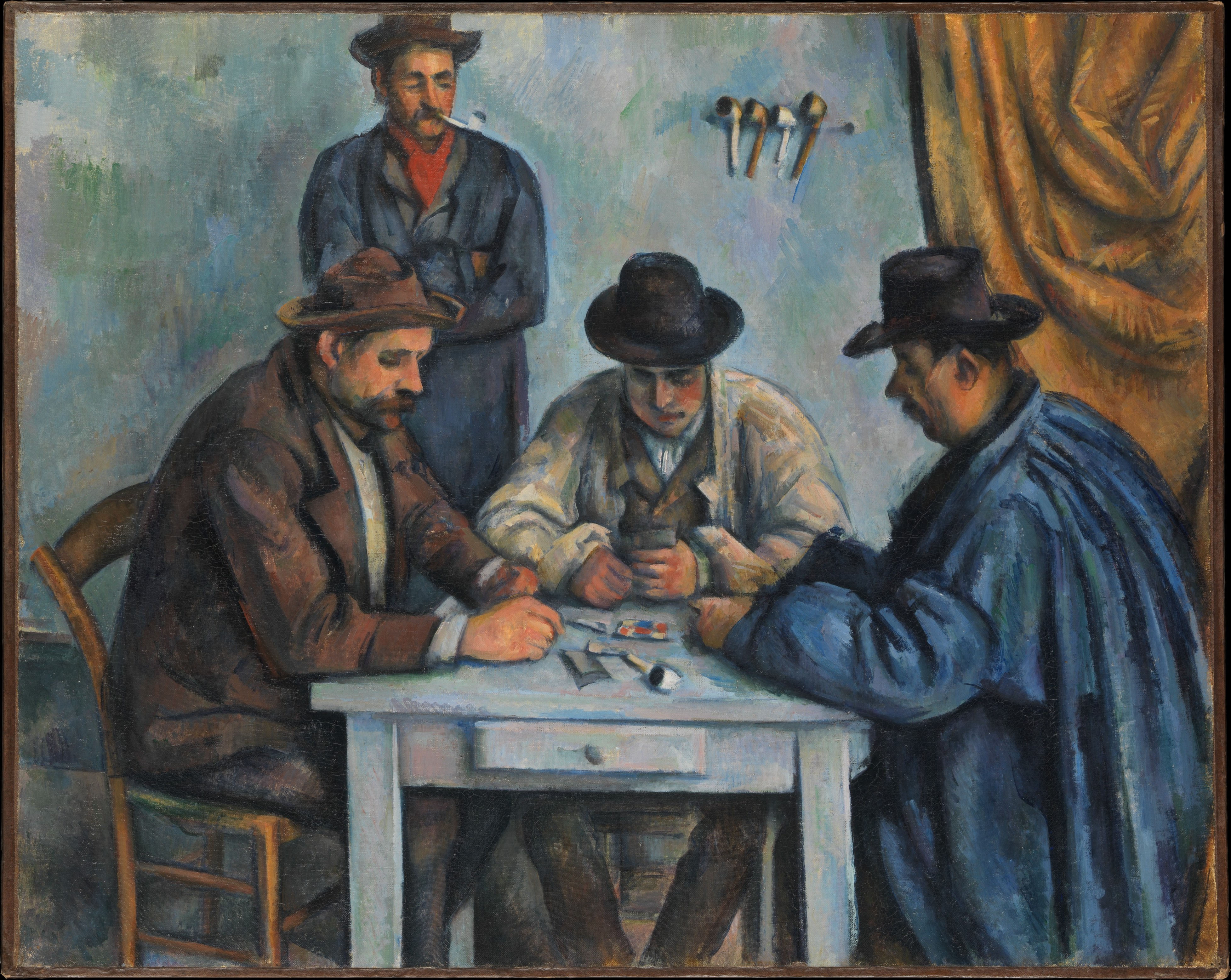
Hráči karet, 1890–1892, Barnes Foundation, Filadelfie
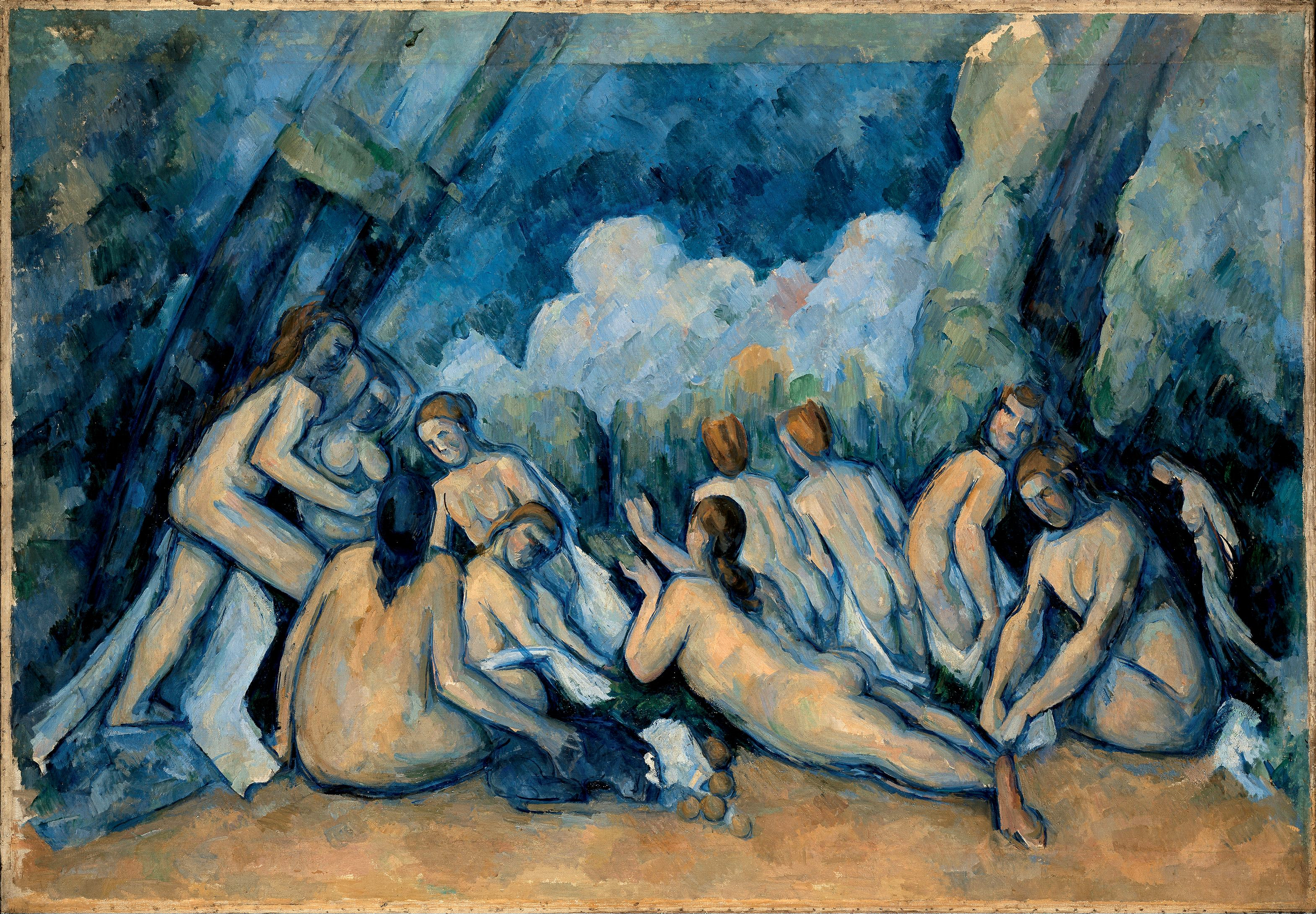
Koupající se ženy, 1894–1905, Národní galerie, Londýn
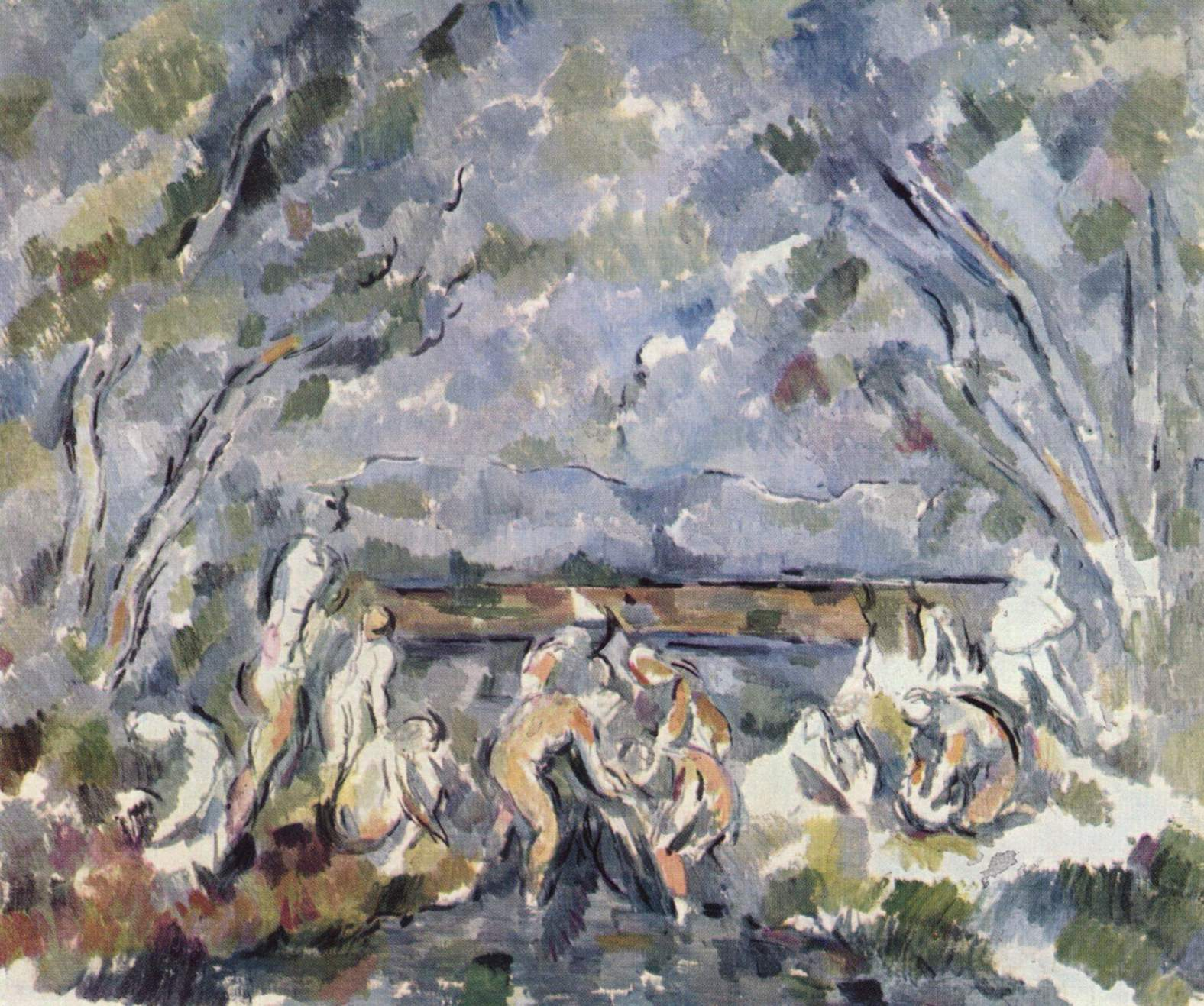
Koupání, 1900–1905, soukromá sbírka
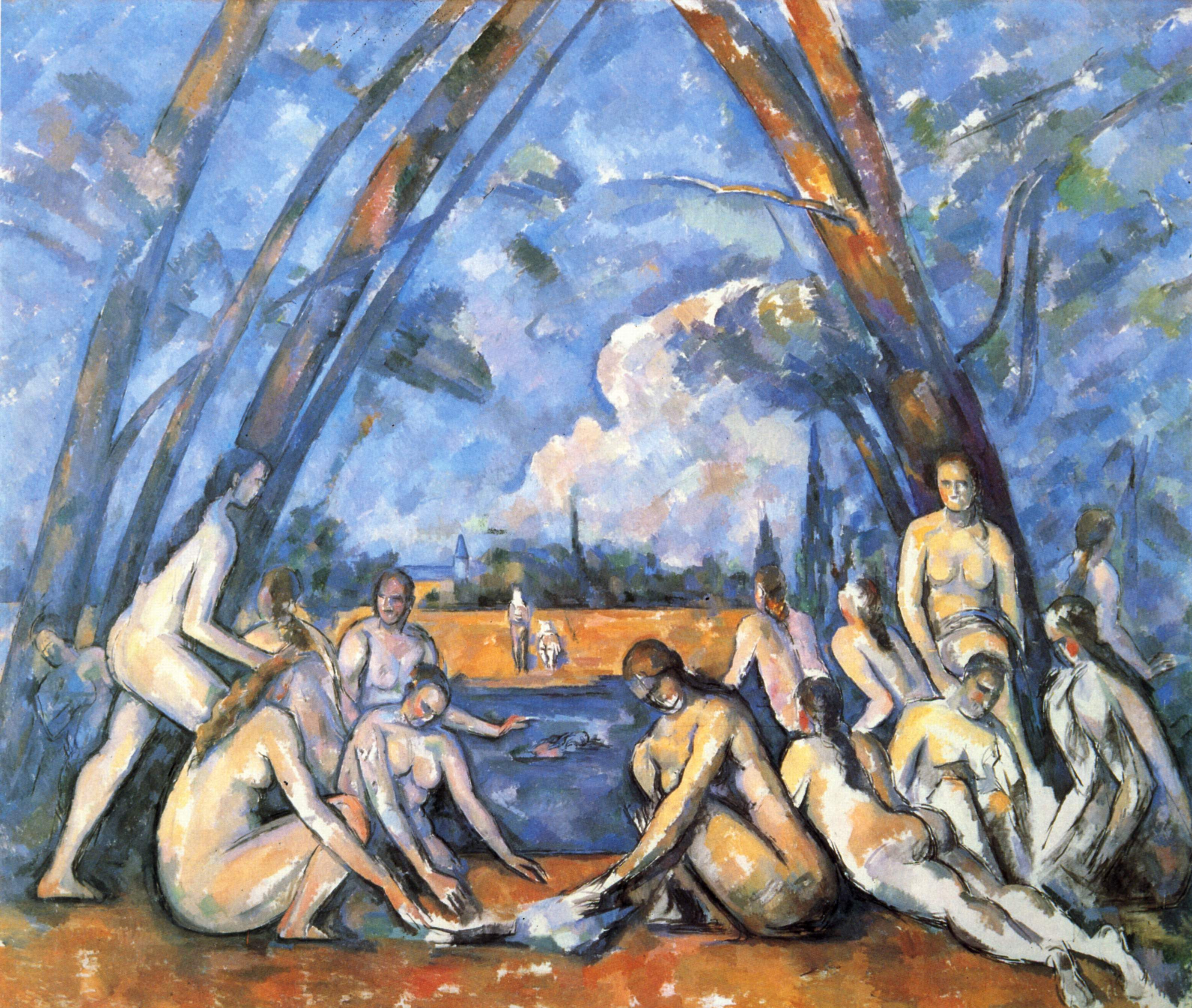
Velké koupání, asi 1906, Museum of Art, Philadelphia

#### Další literatura
- Doran, Michael (ed.), Conversations with Cézanne , University of California Press, Berkeley 2001, ISBN 0520225171
- Lindsay, Jack, Cézanne. His Life and his Art , New York Graphic Society, Greenwich 1969, ISBN 978-0-2390-0048-4
- Míčko Miroslav, Paul Cézanne, Praha: Odeon, 1975.
- Reff, Theodore, Cézanne's constructive stroke, in: The Art Quarterly 25, 1962, s. 214–226
- Rewald, John, As Cézanne recreated nature , in: Art News 1944, Feb. 15-29, s. 9–13
- Rewald, John, Cézanne. A Biography , Abrams, New York 1986, ISBN 0810907755